# Compagnie des mines de Marles
La Compagnie des mines de Marles exploitait le charbon dans les communes de Marles-les-Mines, Auchel et Calonne-Ricouart, à l'ouest du Bassin minier du Nord-Pas-de-Calais.

## Historique

### Avant 1880

#### Recherches de Pierre Boucher et Claude Etienne Lacretelle
Messieurs Pierre Boucher et Claude Etienne Lacretelle, Ingénieurs civils des mines, exécutent en 1852, divers sondages dans les environs de Lillers, qui ont découvert la houille, et constituent en leur faveur des droits à l'obtention d'une concession. Pour se procurer les capitaux nécessaires à la mise en valeur de leur découverte, ils s'adressent à Émile Rainbeaux, l'un des principaux propriétaires des mines du Grand-Hornu en Belgique, et, à la date du 15 novembre 1852, intervient entre eux un traité, dont voici les principales conditions.

#### Traité avec Emile Rainbeaux
M. Rainbeaux est autorisé à faire en son nom la demande en concession. Il se charge de tous frais de recherche et de premier établissement et des fonds de roulement pour l'exploitation des mines de houille découvertes. Les capitaux qu'il aura utilisés à cette fin, jouiront d'un intérêt de 5 %. Le bénéfice net qui résultera de l'exploitation, après le prélèvement de 5 % susdit, et de tout autre prélèvement attribué aux gérants et employés, sera partagé à 30 % à Messieurs Boucher et Lacretelle, et 70 % à M. Rainbeaux.
Il est entendu que Messieurs Boucher et Lacretelle, ou une personne de la Société qu'ils pourraient former, auront le droit de vérifier les comptes qui contribueront à la formation des bilans. Il est formellement stipulé que pour l'établissement du bénéfice net, toutes les dépenses faites dans l'exercice, en travaux autres que ceux de percements de bures, placement de machines, construction de bâtiments ou de maisons jugés utiles, construction de voies de communication, doivent être préalablement et complètement payées et réglées.
Ainsi donc, une fois qu'un bure aura été enfoncé jusqu'à la rencontre d'une première couche de houille exploitable, ou jusqu'au point où il conviendra d'établir un siège d'exploitation, et que les bâtiments et les machines ou appareils utiles auront été établis, tous les frais nouveaux que l'on ferait par la suite, au dit bure, en enfoncement, en galeries, en modifications ou réparations de bâtiments, en machines ou appareils utiles, seraient considérés comme frais courants à solder à la fin de l'exercice. M. Rainbeaux reste seul maître absolu de la direction et de l'emploi des capitaux.
Il se réserve le droit de former telle association qu'il lui plaira. Messieurs Bouchet et Lacretelle, auront la faculté de former une Société et de créer des titres au porteur, pour la perception des 30 % de bénéfices qui leur seront alloués. Ces titres ne pourront s'élever quant à présent, à plus de 200, mais ils pourront s'élever à la moitié au plus de la totalité des subdivisions des parts de la Société formée par M. Rainbeaux, Société qui est actuellement composée de vingt parts divisibles, chacune en vingtièmes, soit 400 subdivisions.
Pour la formation de bilan, chaque exercice sera de douze mois. Cependant, le premier bilan devant servir au règlement des 30 % ne sera formé qu'à partir de la mise en extraction régulière et lucrative de la mine. Jusque-là, les capitaux employés en travaux préparatoires et en tous frais auront droit à l'intérêt de 5 %. Les pertes qui pourraient avoir lieu pendant un exercice ne donneront pas lieu à rapport de la part de Messieurs Bouchet et Lacretelle, sur les sommes par eux précédemment touchées ; mais ces pertes devront être couvertes par les bénéfices subséquents, avant tout nouveau prélèvement des 30 %. Les 30 %, dans les bénéfices, seront invariablement acquis à Messieurs Bouchet et Lacretelle, pendant toute la durée de la concession. Le capital ayant droit au prélèvement de 5 % devra être exclusivement consacré à l'exploitation de la mine.
Dans le cas où M. Rainbeaux, ou la Société formée par lui, voudrait abandonner la mine, il devrait en informer Messieurs Bouchet et Lacretelle, afin que ceux-ci se mettent, si bon leur semble, aux lieu et place de M. Rainbeaux, ou de sa Société. À la suite de ce traité, il a été formé, le 19 novembre 1852, deux Sociétés distinctes. L'une, par M. Rainbeaux, sous la dénomination de Compagnie des mines de houille de Lillers, pour l'exploitation de la concession à demander par M. Rainbeaux ; et l'autre, par Messieurs Bouchet et Lacretelle, sous la dénomination de Société civile des propriétaires de 30 % des bénéfices nets des mines de Lillers.

#### Société d'exploitation
La Société est civile. Sa durée n'est limitée que par le temps nécessaire pour opérer la complète exploitation et l'épuisement entier du charbonnage. Son siège est à Paris, La Société se divise en vingt parts ; chaque part se subdivise en vingtièmes seulement. Les appels de fonds seront réglés en assemblée générale. L'administration de la Société se compose d'un administrateur et de cinq vérificateurs. L'administrateur a les pouvoirs les plus étendus, mais il ne peut emprunter, aliéner, hypothéquer qu'après avoir obtenu le consentement des vérificateurs. Pour la première fois, M. Rainbeaux est nommé administrateur. Il ne peut être révoqué. Dans la suite, cette nomination se fera en assemblée générale.
Le mandat des cinq vérificateurs dure au moins cinq années. Ils examinent le bilan, approuvent les comptes, s'il y a lieu, et donnent, tant en leur nom qu'en celui de leurs coassociés, décharge de la gestion de l'administrateur. Ils sont nommés par l'assemblée générale. Dans les quinze jours qui suivront celui de l'approbation du bilan, les parts des bénéfices seront annoncées à chacun des intéressés, par les soins de l'administrateur.
L'assemblée générale se compose de tous associés possédant ou représentant au moins chacun une part. Plusieurs propriétaires de fractions de part pourront se réunir pour se faire représenter par l'un d'eux. Tout associé pourra se faire remplacer à l'assemblée générale par son fils, son gendre, ou par un membre de la Société. Chaque membre présent aura autant de voix qu'il représentera de parts entières.
Il ne pourra être délibéré ni fait aucun emprunt d'argent. Mais, si la majorité des associés était d'avis d'en prendre à intérêt, il sera toujours libre à chaque associé de fournir son contingent de ses propres deniers. Tout associé pourra vendre sa part d'intérêt. La Société conserve, pendant un mois, le droit de retrait, en payant le prix affirmé ou évalué. Toutefois, le retrait ne pourra être exercé si la vente a lieu entre associés. Les présents statuts ne pourront être modifiés qu'à la majorité des trois-quarts des voix.

#### Société des 30%
La Société est civile. Elle durera tout le temps qu'il y aura lieu à la perception des 30 % des bénéfices nets des mines de Lillers. Ces 30 % sont divisés en 200 coupons ou titres. Les dividendes annuels seront payés au siège de la Société des mines de Lillers, sur la présentation des coupons. Cinq commissaires seront nommés à vie par la première assemblée générale. Ils représenteront les intérêts de porteurs de coupons et les pouvoirs les plus étendus leur sont donnés à cet effet. Pour être commissaire, il faut être propriétaire de cinq coupons au moins. En cas de mort ou de démission d'un ou plusieurs commissaires, les commissaires restant nommeront leurs successeurs, sauf approbation de l'assemblée générale, qui aura toujours le droit de nommer aux vacances. Une assemblée générale aura lieu, de plein droit, le 1er mai de chaque année. Elle entendra le rapport des commissaires et délibérera sur toutes les questions qui lui seront soumises par ceux-ci. Pour être admis à l'assemblée générale, il faut être porteur de deux coupons.

#### Modifications des statuts de la Société d'exploitation
Peu après la catastrophe du puits no 2 de Marles, la Société des 70 % se reconstitue sur de nouvelles bases. Elle est administrée par un conseil composé de six membres, dont l'un, Firmin Rainbeaux, est chargé, comme administrateur délégué, de la conduite de l'entreprise. Ils sont inamovibles. Un comité de surveillance de trois membres vérifie les bilans et les comptes, et en fait rapport à l'assemblée générale. L'assemblée générale se réunit tous les ans pour entendre les comptes.
En 1873, les nouveaux statuts ont été modifiés. Les administrateurs sont dorénavant nommés par l'assemblée générale. La durée de leurs fonctions sera de cinq ans, et, chaque année, il y aura un administrateur à nommer. M. Firmin Rainbeaux est nommé administrateur délégué à vie. Pour faire partie de l'assemblée générale, il faut posséder cinq quarantièmes de part.
Dans l'acte de Société du 19 novembre 1852, le capital social est divisé en vingt parts, et chaque part se subdivise elle-même en vingtièmes. On ne tarde pas à adopter cette subdivision et à considérer le capital social comme composé de 400 parts.
En 1872, ces 400 parts ont été dédoublées, et, à partir de cette année, il existe réellement dans la Société de Marles 70 %, 800 parts, ou quarantièmes des vingt parts primitives. Enfin, l'assemblée générale du 9 avril 1879 a décidé de dédoubler les quarantièmes de part, en sorte que les 800 fractions, d'un-quarantièmes seront remplacées par 1 600 portions d'un-quatre-vingtième, mais sans modifier le droit d'entrée aux assemblées. Le traité du 15 novembre 1852, entre Messieurs Bouchet et Lacretelle et M. Rainbeaux, porte que les premiers auraient la faculté de former une Société et de créer des titres au porteur pour la perception des 30 % des bénéfices de Marles. Le nombre de ces titres est fixé à l'origine à 200 ; mais la Société des 30 % a la faculté d'en élever le nombre à la moitié de la totalité des subdivisions des parts de la Société des 70 % Lorsque cette dernière, en 1872, porte de 400 à 800 le chiffre de ses parts, la Compagnie des 30 % porte pareillement le chiffre de ses titres de 200 à 400. Enfin, la Compagnie des 70 %, ayant remplacé en 1879 ses 800 parts par 1 600, la Compagnie des 30 % remplace ses 400 titres par 800.

#### Difficultés soulevées pour l'exécution du traité
Le traité passé entre les ingénieurs Bouchet et Lacretelle, auteurs de la découverte des Mines de Marles, et M. Rainbeaux, qui apporte les capitaux pour mettre ces mines en valeur, paraît très rationnel, et fait la juste part et de l'invention et du capital. Son exécution soulève cependant des difficultés. Dès les premiers bénéfices à partager, la Société des 30 % prétend que la Société Rainbeaux ne lui fournit pas des comptes permettant un contrôle sérieux de ses opérations ; que cette Société fait figurer dans les frais d'exploitation certaines dépenses qui doivent être portées dans les frais de premier établissement. Plusieurs procès s'engagent, et au sujet des répétitions sur les bénéfices annoncés et au sujet de la forme des comptes et bilans détaillés qui doivent être remis par la Compagnie d'exploitation. Un arbitre rapporteur a été chargé par les tribunaux de déterminer cette forme des comptes d'une manière définitive. Puis, la Société des 30 % ne pouvant intervenir en quoi que ce soit dans l'administration de l'entreprise, est naturellement portée à critiquer la marche des travaux, les prix de revient et les prix de vente, enfin, toujours disposée à se plaindre que la Société Rainbeaux ne pousse pas assez activement les ouvrages préparatoires ou de premier établissement.

#### Projets de fusion des deux Sociétés
En 1861, Émile Rainbeaux offre la possibilité à la Société des 30 % de faire la fusion des deux Sociétés, en attribuant aux 30 % le quart du capital des 70 % qui est alors de 1 700 000 francs, soit 425 000 francs. Cette offre a été repoussée. On demande 25 % des bénéfices bruts, ce qui n'a pas été accepté.
En 1866, après l'écroulement du puits no 2, la Société des 30 % s'émie de la situation qui allait résulter pour elle, et recherche les moyens d'assurer la prospérité de l'entreprise de Marles, sur une base plus large et plus solide. Des pourparlers ont eu lieu avec la Société Rainbeaux, dont un certain nombre d'actionnaires, qui ont alors versé 167 500 francs par part, déclarent nettement qu'il leur est impossible de fournir de nouveaux fonds pour la création d'autres puits reconnus indispensables.
On tombe d'accord qu'il faut faire disparaître le vice radical de l'organisation primitive, c'est-à-dire la division en deux Sociétés dont les intérêts ne sont pas les mêmes, et dont l'antagonisme a produit des embarras et des procès non encore vidés. C'est ainsi que la pensée de la fusion se présente en même temps aux deux parties et que les pourparlers entamés aboutissent à la combinaison suivante, :
La Société nouvelle serait civile ou anonyme. L'apport se composerait de 5 000 actions de 1 000 francs, dont 4 000 pour la Société Rainbeaux et 1 000 pour celle des 30 %. Le capital social serait complété par la création de 2 000 actions nouvelles, dont 1 000 à émettre immédiatement, les actionnaires des deux Sociétés ayant la préférence dans la proportion du nombre de leurs titres. La gestion des affaires sociales serait confiée à un conseil d'administration, pris dans le sein des deux Compagnies et autorisé à déléguer un de ses membres pour l'expédition des affaires courantes. Dans l'état actuel, on voit que la Société Rainbeaux abandonne un-cinquième du prélèvement de 170 000 francs auquel elle a droit, à raison des intérêts de 5 % du capital employé, et que la Société des 30 % cède en échange 10 % du surplus des bénéfices. La partie est égale lorsque le bénéfice s'élève à 510 000 francs. La transaction est avantageuse aux 30 % tant que le bénéfice annuel reste au-dessous de 520 000 francs, et défavorable au-dessus de cette limite.
Avec une seule fosse, qui ne peut évidemment pas donner un bénéfice de 510 000 francs, la combinaison est avantageuse aux 30 %. Mais il en serait autrement avec plusieurs fosses dont la création cependant exigerait des dépenses impossibles à préciser. La question examinée à un autre point de vue, celui de la valeur vénale des titres des deux Sociétés, fournit les indications suivantes : le dernier transfert de la Société Rainbeaux, avant l'accident du puits no 2, s'est fait, y compris les derniers versements, à 247 520 francs, et ceux de la Société des 30 % à 6 000 francs. Le rapport de ces chiffres est de quarante à un ; c'est ce rapport qui est consacré pour le projet de fusion.
Deux commissaires combattent le projet ci-dessus. Ils ont confiance dans l'avenir et prétendaient que ce projet était défavorable aux 30 %. La Société Rainbeaux, disent-ils, est tenue de fournir les capitaux nécessaires pour la mise en valeur de la concession, elle ne peut rester où elle en est, et avancera tôt ou tard les capitaux indispensables pour ouvrir de nouvelles fosses, et alors, la Société des 30 % recueillera le fruit de sa patience. Les opposants, reconnaissant que le projet de fusion a l'approbation de la majorité des actionnaires, ne s'opposent plus à la réunion des deux Sociétés ; ils se bornent à demander le remboursement en argent aux dissidents sur le pied de 5 000 francs par coupon, et 5 700 y compris le dividende de l'année et leur part de réserve,.
La Société Rainbeaux met la Société des 30 % en demeure de se prononcer sur le projet de fusion ; celle-ci n'ayant pu obtenir, dans le court délai qui lui a été donné, l'adhésion de tous ses membres, les pourparlers ont été abandonnés et la Société des 70 % se reconstitue sur de nouvelles bases. À la fin de 1875, l'administrateur délégué des 70 % en vue d'obtenir immédiatement les capitaux destinés au complément des grands travaux de premier établissement, provoque des pourparlers sur un nouveau projet de fusion, dont le principe est l'abandon, par sa Société, de l'intérêt à 5 % du capital dépensé. Par contre, la Société des 30 % consent à réduire à 25 au lieu de 30 % son contingent dans le partage des bénéfices. C'est ce projet qui doit être soumis aux deux assemblées. Mais, lorsqu'il en a été donné connaissance aux principaux actionnaires de la Société Rainbeaux, ils l'ont repoussé, ne voulant à aucun prix se dessaisir de l'intérêt acquis sur le capital, intérêt qui s'élève à 400 000 francs, à raison de 5 % sur huit millions dépensés.
Un autre projet a été présenté par M. Rainbeaux. La très grande majorité des actionnaires de la Société des 30 % est disposée à l'accepter, quoiqu'il aboutisse à une médiocre concession sur le revenu, mais parce qu'il aurait donné au capital une plus-valu considérable. Deux des commissaires ont fait opposition à l'adoption de ce nouveau projet, qui a été abandonné,. Voici en quoi consistait ce nouveau projet :
Il aurait été créé des titres de deux natures. D'abord des coupons de remboursement à revenu fixe, pour couvrir les 70 % de la rente leur revenant, soit 800 coupons de 500 francs de rente. Puis 16 000 parts, sans valeur déterminée, attribuées pour 11 200 aux 70 % ou 14 actions à chacun des 800 quarantièmes, et 4 800 aux 30 % ou douze actions à chacun des 400 coupons. Le fonds de roulement et les capitaux nécessaires au développement des travaux de premier établissement devaient être fournis par des emprunts, jusqu'à concurrence de quatre millions,.

#### Concession
Après la conclusion du traité Bouchet-Lacretelle et Rainbaux, ce dernier a, le 19 novembre 1852, formé une demande en concession. L'instruction de cette demande se fait en même temps que celles d'Auchy-au-Bois, de Ferfay et de Bruay, et donne lieu de la part de chacune de ces Compagnies à des prétentions diverses. Enfin, un décret du 29 décembre 1855 statue sur ces prétentions et institue, en même temps que les concessions de Bruay, Ferfay et Auchy-au-Bois, la concession des mines de Marles, dont la superficie a été fixée à 2 990 hectares.

#### Travaux
La Société d'exploitation commence ses travaux par l'ouverture, en 1853, d'un premier puits à Marles, de 4,50 mètres de diamètre au cercle inscrit dans le cuvelage polygonal de 22 côtés. Il rencontre la nappe d'eau à quatorze mètres de profondeur dans des marnes qui reposent sur un banc d'argile sableuse, appelée les bleus par les mineurs. Ce terrain est assez dur et consistant à l'état sec, mais il se délite très rapidement au contact de l'eau et se désagrège complètement.
On a pénétré de 11,08 mètres dans cette argile sableuse, lorsque des affouillements se sont produits derrière les croisures et le cuvelage supérieur. Des interruptions successives de l'épuisement, nécessitées par l'augmentation du matériel des pompes, ont accru considérablement ces affouillements et finissent par provoquer, en 1854, l'écroulement du cuvelage, et le comblement de la fosse qui a atteint la profondeur de 55,58 mètres. Le fonçage de cette fosse avec tous ses accessoires a occasionné déjà une dépense de plus de 300 000 francs. M. Rainbeaux, convaincu que l'écroulement de cette fosse est dû plus encore aux dispositions adoptées pour son fonçage qu'à la nature mauvaise des terrains, décide d'en ouvrir une nouvelle à cinquante mètres de l'ancienne, et il confie l'exécution des travaux à M. Micha, sous la direction de M. Glépin, comme ingénieur-conseil.
On se met à l'œuvre dès le milieu de l'année 1854. Le passage du niveau présente de très-grandes difficultés, qu'on ne surmonte qu'en prenant les plus minutieuses précautions, et le 15 octobre 1856, on termine la base du cuvelage, dans le terrain houiller, à 83 mètres de profondeur. La dépense s'élève à 405 466,08 francs. L'approfondissement du puits dans le terrain houiller, les travaux préparatoires et l'installation des appareils d'extraction, ont exigé un peu plus d'une année, et en 1858, la fosse entre en exploitation et fournit 368 717 hectolitres, ou 31 730 tonnes, puis successivement 51 428 tonnes en 1859, 56 355 tonnes en 1860, 67 057 tonnes en 1861, 64 674 tonnes en 1862, 10 225 tonnes en 1863, 61 568 tonnes en 1864 et 62 481 tonnes en 1865, soit un ensemble de 165 524 tonnes.
L'exploitation, se faisant dans de très bonnes conditions aux étages de 175 et de 225, donne de magnifiques résultats. Mais les travaux fournissent une certaine quantité d'eau, et l'on a dû recourir, pour les épuiser, au montage d'une machine d'épuisement et de pompes.

#### Écroulement de la fosseno2
Le 28 avril 1866, à huit heures du matin, on s'aperçoit qu'un fort mouvement se manifeste dans le cuvelage, vers la profondeur de 56 mètres ; deux pans de cuvelage sont repoussés notablement vers l'intérieur sur une hauteur de cinq mètres. L'ingénieur fait arrêter le trait, car l'une des cages ne passe plus qu'en frottant très fort, remonter les ouvriers et exécuter des travaux de consolidation au moyen de longues clames verticales et d'équerres aux angles.
À neuf heures et demie, trois pièces de cuvelage se détachent, livrant passage à un torrent d'eau. Le terrain inconsistant est entrainé ; il se forme de grands vides derrière le cuvelage qui se desserre et se déforme de plus en plus, d'heure en heure, et les travaux de consolidation qu'on entreprend deviennent de moins en moins utiles. Dès le 29, le puits est considéré comme perdu. Gabriel Glépin, arrivé le soir, trouve les clames relevées et recourbées, les guides des cages repoussés par la chute des pièces de cuvelage. Il conseille d'arracher ces clames et de couper les guides, de manière à pouvoir travailler à la réparation du cuvelage. Toute la nuit se passe sans pouvoir parvenir à détacher les clames. Le lendemain matin, le puits n'est pas encore accessible au-dessous des vides qu'il est si important d'obstruer pour arrêter l'écroulement du terrain.
On essaye d'arriver à ce résultat par le goyau. Mais le vide, derrière le cuvelage, s'agrandissant de plus en plus, les cadres se mettent en mouvement, et le 30, vers onze heures et demie du matin, de nouvelles chutes de cuvelage ont lieu, et les ouvriers, occupés dans le puits, n'échappent que par miracle. La fosse continue à se décuveler progressivement et par intermittences plus ou moins prolongées. Vers trois heures et demie de l'après-midi, Gabriel Glépin descend avec le maître porion par le tonneau ; il peut voir la tête des éboulements, reconnaître que le cuvelage inférieur a disparu presque complètement, que des excavations considérables se sont produites, et qu'aucun travail humain n'est possible. L'éboulement de la fosse est inévitable.
Cet éboulement se produit complètement en effet, dans la nuit du 2 ou 3 mai. Toutes les maçonneries d'alentour, une partie du bâtiment des chaudières, situé à côté, ont été renversées ; le bâtiment en planches du puits s'écroule ; la charpente des molettes, le cylindre d'épuisement et tous les engins, placés au-dessous, disparaissent en quelques instants. En même temps, un vaste cratère d'éboulement de trente à 35 mètres de diamètre et de dix à onze mètres de profondeur s'ouvre dans le sol autour de l'axe du puits. Le sol lui-même se fissure tout autour de ce cratère jusqu'à dix ou quinze mètres au-delà de ses bords. Une demi-heure environ, à la suite de l'éboulement de la tête du puits, le bâtiment de la machine d'extraction, situé à une dizaine de mètres environ par derrière, s'écroule à son tour presque complètement, en déterminant la rupture d'un certain nombre de pièces de cette machine, telles que les colonnes, les entablements et les tuyaux à vapeur,.
La perte du puits de Marles, où l'on n'a eu heureusement à déplorer la mort de personne, est un véritable désastre pour les Compagnies des 70 et des 30 %. Cependant, des circonstances favorables leur permettent, ainsi qu'on le verra plus loin, d'y remédier promptement. Mais ce n'est pas seulement un puits productif qui est anéanti, c'est encore une partie importante de la concession, par suite de ses richesses, qui est stérilisée, par la nécessité de laisser inexploités, non seulement le champ de ce puits, mais des espontes considérables pour l'isoler des autres travaux. On abandonne ainsi 840 hectares sur les 2 990 que comprend la concession, soit plus du quart, et dans une partie très productive.
Aussi, dès 1867, Gabriel Glépin propose de relever et de rétablir complètement le puits éboulé. Il indique même les moyens à employer, tout en ne se dissimulant pas les immenses difficultés qu'une telle reconstruction aurait présenté, difficultés que, selon lui, l'art des mines saurait surmonter. Il n'a pas été donné suite alors à ce projet.
En 1875, un certain nombre d'intéressés de la Société d'exploitation soulèvent à nouveau la question de reprise de la fosse écroulée de Marles, à cause des dangers que les travaux inondés pourraient faire courir, soit aux travaux de cette concession, soit à ceux des concessions voisines. Cette question a été soumise à une commission d'ingénieurs composée de Messieurs de Clercq, de Bracquemont, Alayrac et Lamborot, à laquelle a été remis un mémoire de M. Callon, exposant les faits et posant les points à examiner. La réponse des ingénieurs est complètement défavorable à la reprise du puits ; elle est motivée sur les considérations suivantes :
Premièrement, la reprise paraît impraticable par aucun des procédés actuellement connus. Elle présenterait des difficultés immenses, exigerait des dépenses énormes, sans assurance de réussite. La fosse même reconstruite n'offrirait aucune sécurité et il y aurait toujours à craindre d'y voir la même catastrophe s'y renouveler. Deuxièmement, les travaux des puits actuels sont arrêtés à 500 mètres du lac souterrain de la fosse no 2, de manière à laisser une esponte de cette épaisseur. Du côté de la concession de Bruay, cette esponte est de 1 000 mètres. Il n'y a donc aucun danger à redouter pour les travaux actuels de Marles et de Bruay. Enfin troisièmement, la superficie de la concession de Maries est de 2 990 hectares et le périmètre abandonné est de 840 hectares, il reste à exploiter 2 150 hectares pouvant suffire à sept grands sièges d'exploitation, trois sont ouverts, il en reste quatre à ouvrir, avant de songer à reprendre le puits écroulé. On peut donc attendre longtemps avant de reprendre ce puits.
La Compagnie de Marles a donc agi sagement en abandonnant le puits no 2, et en ajournant sa reprise à un avenir éloigné,.

#### Ouverture de nouveaux puits
Un troisième puits, dit Saint-Firmin ou no 3, a été ouvert à Auchel, en 1862. Le passage du niveau a été facile, et il a atteint promptement le terrain houiller. Mais à 225 mètres, il a rencontré un banc de grès qui fournit un volume d'eau assez considérable pour qu'on soit obligé de suspendre l'approfondissement avec de simples tonneaux. La venue d'eau s'élève à 3 000 hectolitres par 24 heures. On monte les guides, et à l'aide des cages on parvient à épuiser les eaux, et, en 1865, on peut mettre le puits en extraction. Cependant, on décide l'établissement d'une machine d'épuisement, qui commence à fonctionner fin 1867.
L'écroulement du puits no 2 vient de se produire fin avril 1866. Heureusement, les travaux du puits no 3 sont suffisamment réparés pour recevoir le personnel et mettre en pleine exploitation ce dernier puits dont les produits remplacent ceux du premier. La production de la Compagnie de Marles, malgré le désastre qu'elle vient d'éprouver, dépasse en 1866 de 30 % celle de l'année précédente, et les années suivantes, grâce aux grandes demandes de houille, elle atteint des chiffres inespérés, et bien supérieurs à ceux fournis par le puits no 2.
Le découragement qu'a causé la catastrophe de 1866, fait bientôt place à la confiance que justifient les magnifiques résultats de ce même exercice. Il a été distribué aux actionnaires l'intérêt de 5 % des fonds dépensés, et le surplus, formant une somme de près de 300 000 francs, a été consacré à l'ouverture d'un quatrième puits qui a été commencé en juin 1867. Ce puits, dit Saint-Émile ou du Bois Rimbert ou no 4, a été établi à 250 mètres de l'angle et de la concession de Ferfay, c'est-à-dire sur le gisement connu à la fosse no 1 de cette Compagnie, et à 1 700 mètres du puits no 3. Son creusement ne présente pas de difficultés sérieuses et marche vite. Il entre en production en 1870. Les terrains y sont assez accidentés du moins autour du puits. En 1875, on reconnait que les couches rencontrées à ce puits font partie du même faisceau de veines exploitées par le puits Saint-Firmin. Son extraction augmente et atteint 119 264 tonnes en 1876.
En 1873, on ouvre un nouveau siège composé de deux puits jumeaux, au sud du puits Saint-Firmin, le 5 - 5 bis. Le creusement s'effectue par le système Kind-Chaudron. Ces deux puits entrent en exploitation fin 1876, et rencontrent les couches de Saint-Firmin. Ils fournissent, en 1877, 45 965 tonnes et, en 1878, 93 395 tonnes. Les terrains y sont très failleux.
En 1875, on décide le creusement d'un deuxième puits annexe à 37,50 mètres du puits Saint-Firmin, le no 3 bis ou Saint-Abel, pour venir en aide à ce dernier dont l'extraction est arrivée au maximum. Ce puits est creusé par le procédé ordinaire.
La Compagnie de Marles possède en 1878 trois sièges d'exploitation, nos 3, 4 et 5, dont deux à double puits. Ils ont fourni, en 1878 335 346 tonnes, soit en moyenne 111 782 tonnes chacun. On espère que ces trois sièges, ou plutôt que ces cinq puits, tous disposés pour l'extraction, pourront livrer ensemble annuellement 500 000 tonnes, soit 166 666 tonnes par siège, ou 100 000 tonnes par puits. En creusement et installation de puits, il a été dépensé au 31 décembre 1878 4 948 064,54 francs dont 1 041 160,94 francs pour les puits abandonnés nos 1 et 2, 1 422 306,19 francs pour les puits Saint-Firmin nos A et B, 100 905,41 francs pour le puits Saint-Émile, 1 652 132,75 francs pour les puits nos 5 A et B, et 118 940,65 francs pour les agrès, outils et ustensiles. Le budget de 1879 prévoit encore un supplément de dépenses de 299 000 francs.

#### Gisement
Sur toute l'étendue de la concession, le plan d'affleurement du terrain houiller est au tourtia qui est à peu près horizontal avec une légère pente au sud-ouest. L'épaisseur reconnue des morts-terrains qui recouvrent la formation houillère, varie de 88 mètres à 145 (no 4) et 150 mètres (Lapugnoy). Sauf dans la région avoisinant les premiers puits de Marles, et du côté de Calonne-Ricouart, ces terrains sont généralement solides et peu aquifères. Les puits nos 3 et 4 ont pu être foncés sans l'aide de pompes.
Dans la région nord-est de la concession, divers sondages ont rencontré les terrains négatifs sur les territoires d'Allouagne, Lozinghem et Lapugnoy. Le calcaire carbonifère paraît y faire une forte rentrée et stériliser de la sorte cette partie de la concession, qui est encore peu connue du reste. Au sud-ouest, la concession de Marles est limitée par celle de Cauchy-à-la-Tour (Ferfay), que les soulèvements du dévonien et du calcaire carbonifère ont dû rendre stérile sur la plus grande partie du territoire, faisant même par place des échancrures le long de la concession de Marles.
Aux trois sièges en activité de la Compagnie de Marles, on exploite le même système de couches, du type Flénu, appartenant suivant toute apparence à la formation supérieure du bassin. Ce sont des houilles à longue flamme, renfermant 35 à 40 % de matières volatiles, très estimées pour les usages domestiques, la fabrication du gaz, etc.
Les couches ont une allure assez tourmentée, ainsi qu'on peut s'en rendre compte par le plan de concession. Elles offrent une série de selles et de fonds de bateau à inclinaisons généralement très faibles, traversées par des failles assez nombreuses, de directions variables, mais se rapprochant toutes de la grande direction du sud-est au nord-ouest. Une des plus importantes est la grande faille, dite Rimbert, passant entre le no 3 et le no 4, et un peu au couchant du no 5, et qui relève les couches, côté ouest, d'une hauteur de plus de cent mètres. Une autre faille considérable, imparfaitement reconnue encore, bouleverse également la partie qui sépare le champ d'exploitation du no 5, de celui no 3.
Les travaux d'exploitation des trois sièges actuellement en activité, sont reliés entre eux souterrainement par une voie de plus de trois kilomètres de développement, presque entièrement de niveau (215 mètres) et sur laquelle les chevaux peuvent circuler d'un bout à l'autre.
Jusque maintenant, la présence du grisou n'a été constatée qu'au nouveau siège d'exploitation du no 5, en recoupant la veine l'Albraque, à la suite d'un grand relevage qui doit correspondre à la faille de Rimbert. Ce fait doit n'être qu'accidentel et provenir sans doute de la proximité de la grande faille, le gaz a même fini par disparaître.
Grâce au développement des travaux de reconnaissance et d'exploitation, on a pu établir rigoureusement l'ordre de superposition des couches reconnues qui sont au nombre de 31, et dont le tableau annexé à la présente notice donne l'énumération avec leur puissance moyenne en charbon, et suivant leur position stratigraphique. Au-dessus de la veine Thérèse, il reste à explorer une épaisseur de terrain houiller encore assez considérable, pour pouvoir espérer d'y rencontrer de nouvelles couches exploitables ; ce n'est que plus tard que les travaux du no 3 et du no 5 pourront donner des résultats un peu certains à cet égard.
Les couches inférieures, exploitées au siège no 4 (fosse Rimbert), font partie du faisceau de veines dans lequel a débuté le puits no 1 de la concession de Ferfay. Cette dernière compagnie exploite, depuis lors, d'autres séries de couches encore inférieures que l'on retrouvera en profondeur dans la concession de Marles. L'avenir fera connaître si, en profondeur, on retrouvera dans cette dernière concession toute la série des couches moyennes et inférieures, houilles grasses, à coke, demi-grasses, les houilles sèches et maigres.

#### Production
L'extraction par le puits no 2 de la Compagnie de Marles a commencé en 1858. Elle a été successivement de 31 730 tonnes en 1858, 51 428 tonnes en 1859, 57 355 tonnes en 1860, 67 057 tonnes en 1861, 64 674 tonnes en 1862, 70 225 tonnes en 1863, 61 508 tonnes en 1864 et 62 487 tonnes en 1865, soit un cumul de 465 524 tonnes sur la période.
Le puits no 2 s'écroule à la fin d'avril 1866. Mais heureusement, le puits no 3 est prêt à entrer en exploitation régulière, aussi l'extraction, non seulement ne subit pas d'arrêt, mais elle augmente très notablement d'année en année. Elle est par le seul puits no 3 de 84 830 tonnes en 1866, 99 619 tonnes en 1867, 119 815 tonnes en 1868 et 184 115 tonnes en 1869, soit un cumul de 438 379 tonnes sur la période.
Le puits no 4 entre en production en 1870, et l'extraction s'élève à 136 595 tonnes en 1870, 153 279 tonnes en 1871, 222 259 tonnes en 1872, 251 243 tonnes en 1873, 212 285 tonnes en 1874 et 231 596 tonnes en 1875, soit un cumul de 1 207 257 tonnes sur la période. En 1876, le puits no 5 commence à extraire et la production s'élève à 269 145 tonnes en 1876, 301 156 tonnes en 1877 et 335 346 tonnes en 1878, soit un cumul de 905 647 tonnes sur la période et une production totale de 3 016 807 tonnes depuis l'origine.

#### Dépenses faites
Chaque année, le conseil d'administration distribue aux Sociétaires, un rapport très bien fait, donnant les renseignements les plus complets sur la marche de l'entreprise. Ce sont ces rapports qui ont fourni à peu près exclusivement les éléments de ce travail, et notamment les dépenses effectuées pour amener la houillère à son état actuel.
De 1852 au 31 décembre 1878, La Compagnie de Marles a dépensé en frais de premier établissement 10 395 021,72 francs, dont 107 457,64 francs en frais généraux (probablement des sondages), 4 948 064,54 francs en puits, creusement et installations, 2 231 664,46 francs en chemins de fer, embranchements et matériel, 2 392 813,07 francs en maisons d'employés, d'ouvriers et écoles, 80 531,23 francs en constructions diverses, ateliers, magasins, 475 437,20 francs en acquisition de terrains, et 159 053,58 francs en moteurs. À ce chiffre il faut ajouter les fonds de roulement indispensables, approvisionnements, crédits aux acheteurs de houille, service financier, soit 1 500 000 francs. L'ensemble est de 11 895 021,72 francs.
La production de Maries a été en 1878 de 335,346 tonnes. Le capital engagé dans l'entreprise correspond donc à 3 et 1/2 millions par 100,000 tonnes, ou 35 francs par tonne produite. Il est vrai que l'on espère pouvoir produire avec les travaux actuels 500,000 tonnes ; mais pour arriver à cette exploitation, il faudra faire encore des dépenses importantes. Ainsi, le budget de 1879 prévoit déjà pour dépenses de cette année 827 500 francs, dont 103 500 francs en constructions diverses, 83 000 francs en complément des puits, 216 000 francs pour le triage central, 375 000 francs pour le rivage et 50 000 francs pour le chemin de fer.
Aussi, ne peut-on fixer à moins de trente francs par tonne le capital dépensé dans la houillère de Marles. C'est du reste le chiffre observé dans les meilleures houillères du Nord, et il est souvent supérieur.

#### Emprunts
En vue de donner satisfaction aux intéressés qui, découragés par l'accident de la fosse de Marles, désirent ne plus verser de nouveaux fonds dans l'entreprise, la Société Rainbeaux, fait en 1866, un emprunt de 400 000 francs, au taux de 6 %, remboursable en six ans. En 1867, elle fait également un nouvel emprunt à 6 % de 500 000 francs, qui toutefois, grâce aux résultats inespérés de l'exploitation, n'a été réalisé que plus tard. Ces emprunts ont été promptement remboursés par des prélèvements sur les bénéfices.
En 1877, la Société, voulant donner une très grande impulsion à ses travaux préparatoires et les développer en vue d'une production annuelle de 600 000 tonnes, a fait décider par l'assemblée générale un emprunt de trois millions. Il est émis en 3 000 titres nominatifs de 1 000 francs, productifs d'intérêts à 5,25 % nets, et remboursables, par voix de tirage au sort, en 17 annuités à partir du 1er mai 1880.
| Année | Par vingtième | Par quatre-centième | Par huit-centième | Par mille-six-centième |
| ----- | ------------- | ------------------- | ----------------- | ---------------------- |
| 1861  | 85 000        | 4 250               | 2 125             | 1 012                  |
| 1864  | 143 141       | 7 157               | 3 519             | 1 190                  |
| 1866  | 167 500       | 8 310               | 4 185             | 2 092                  |
| 1869  | 222 049       | 11 104              | 5 552             | 2 116                  |
| 1871  | 244 710       | 12 235              | 6 111             | 3 059                  |
| 1873  | 232 008       | 14 600              | 1 300             | 3 650                  |
| 1875  | 366 803       | 18 401              | 9 200             | 4 600                  |
| 1876  | 400 000       | 20 000              | 10 000            | 5 000                  |

#### Versements des parts de la Société des 70%
L'acte constitutif de la Société d'exploitation de Marles, porte que le capital se compose de vingt parts subdivisibles en vingtièmes, qui fourniront les sommes nécessaires à l'entreprise au fur et à mesure des besoins. On admet dès l'origine qu'il y a 400 parts. Ce chiffre a été doublé en 1872 et porté à 800, et enfin en 1879, à 1 600. Le montant des versements de chacune de chaque part a atteint successivement les chiffres suivants.
Toutefois, sur 400 000 francs versés par chaque vingtième environ, la moitié seulement a été fournie par les Sociétaires sur les appels de fonds directs, l'autre moitié a été retenue sur les dividendes qui sont à répartir à partir de 1867.

#### Valeur des actions
De la Société d'exploitation.
En 1861, le vingtième vaut 120 000 francs, prix correspondant à 6 000 francs le quarantième et 3 000 francs le huit-centième. En 1865, avant l'écroulement de la fosse de Marles, alors que chacune des vingt parts a versé 159 547,89 francs, il s'est vendu des fractions de part sur le pied de 247 520 francs le vingtième soit 12 376 francs le quatre-centième, ou encore 6 189 francs le huit-centième. Au milieu de l'année 1872, la valeur vénale du quatre-centième est de 28 000 francs, correspondant à 14 000 francs le huit-centième. En 1873, le prix de vente est encore à ce même taux de 14 000 francs le huit-centième, soit le double de versement alors effectué. Il se fait du reste peu de transactions, et la cote de la bourse de Lille, ne mentionne que de rares ventes. Les hauts prix de vente des houilles, par suite, les bénéfices importants que réalisent toutes les houillères, font monter les actions de Marles, comme toutes les actions des mines, le huit-centième atteint en 1874 25 000 francs et en 1875 42 000 francs.
Mais ce dernier prix est un maximum, et dès 1876, la valeur des huit-centièmes tombe à 25 000 francs, soit à 2,5 fois le montant des fonds versés. C'est à ce même taux de 25 000 francs qu'on évalue la valeur des huit-centièmes depuis 1876 jusqu'à 1880, en l'absence des ventes connues.
De la Société des 30 %
Cette Société est composée à l'origine de 200 parts, en 1872 le nombre des parts est porté à 400, et en 1879 ce dernier chiffre a été porté à 800. Dans le cours de l'année 1861, la valeur du deux-centième est de 4 000 francs. En mai 1866, avant l'écroulemant du puits no 2, le deux-centième se négocie à 6 000 francs, prix correspondant à 3 000 francs le quatre-centième. Après l'accident, lorsqu'a été proposé un projet de fusion des deux Sociétés, Messieurs Lacretelle et Soubrébost, demandent que les coupons, ou deux-centièmes, soient remboursés aux dissidents, en argent, sur le pied de 5 000 francs, plus la part de la réserve et le dividende de l'exercice 1865, soit sur le pied de 5 700 francs.
En 1872, le deux-centièmes vaut 28 000 francs, ce qui met le quatre-centièmes à 14 000 francs. Ce prix de 14 000 francs persiste pendant toute l'année 1873. Puis il monte à 23 000 francs en février 1874 et à 32 000 francs en janvier 1875. Il redescend ensuite à 29 000 francs en novembre 1875, 27 000 francs en janvier 1876, 19 000 francs en juillet 1876 et 17 000 francs en octobre 1876. Depuis cette dernière date, les très rares négociations effectuées sur des quatre-centièmes se sont faites à ce prix de 17 000 francs, qui est le taux porté encore en 1880 sur les bulletins de la bourse de Lille.

#### Dividendes
De la Société d'exploitation
La fosse de Marles entre en exploitation en 1858, et elle réalise de suite des bénéfices importants, grâce aux prix élevés de vente des charbons. Sur les bénéfices réalisés, la Compagnie d'exploitation prélève d'abord l'intérêt des capitaux versés, et le solde est attribué en dividendes : 70 % à la dite société d'exploitation et 30 % à la société des 30 %.
Jusqu'en 1867, il ne paraît pas avoir été fait de répartition aux Sociétaires, les intérêts et dividendes sont portés en compte, à ceux-ci, comme versements sur appels de fonds, ou en augmentation de capital. C'est du reste ce qui se pratique dans la plupart des houillères, où l'on prélève une forte part des bénéfices annuels pour le développement des travaux.
En 1867, il est attribué aux Sociétaires l'intérêt à 5 % du capital versé, soit 9 163,99 francs par vingtième, ou 458,25 francs par quatre-centième, ou encore 229,10 francs par huit-centième. Il en est de même de 1868 à 1871, années pendant lesquelles on ne répartit que l'intérêt à 5 % des capitaux versés, savoir :
- en 1868 : 10 134,75 francs par vingtième, 500,23 francs par quatre-centième, 253,11 francs par huit centième,
- en 1869 : 11 103,97 francs par vingtième, 555,20 francs par quatre-centième, 277,60 francs par huit centième,
- en 1870 : 11 757,28 francs par vingtième, 587,86 francs par quatre-centième, 293,93 francs par huit centième,
- en 1871 : 12 235,54 francs par vingtième, 611,77 francs par quatre-centième, 305,89 francs par huit centième[C 24].

Les hauts prix qu'atteignent les houilles à partir de 1871, ont pour conséquence une importante augmentation de l'extraction et la réalisation de très grands bénéfices. La Société d'exploitation, tout en réservant une bonne partie de ses bénéfices pour développer ses travaux d'exploitation, peut répartir à ses Sociétaires non seulement les intérêts des capitaux versés, mais un dividende, intérêts et dividendes qui s'élèvent :
- en 1872 : 22 235,54 francs par vingtième, 1 111,77 francs par quatre-centième, 555,88 francs par huit centième,
- en 1873 : 58 401,75 francs par vingtième, 2 920 francs par quatre-centième, 1 460 francs par huit centième,
- en 1874 : 40 153,50 francs par vingtième, 2 007,67 francs par quatre-centième, 1 003,83 francs par huit centième,
- en 1875 : 30 645,90 francs par vingtième, 1 532,30 francs par quatre-centième, 766,15 francs par huit centième[C 24].

En 1876, les fonds versés par part, soit directement, soit par une retenue sur les intérêts et les bénéfices, s'élèvent à 400 000 francs par vingtième, 20 000 francs par quatre-centième ou 10 000 francs par huit-centième et représentent une somme totale de huit millions. La Compagnie décide de mettre un terme aux sacrifices imposés aux Sociétaires ; qu'il sera pourvu à la création des nouveaux travaux par un emprunt de trois millions, et que les bénéfices annuels seront entièrement répartis. Aussi, en intérêts et dividendes, il est distribué :
- en 1876 : 56 000 francs par vingtième, 2 800 francs par quatre-centième, 1 400 francs par huit centième,
- en 1877 : 41 400 francs par vingtième, 2 070 francs par quatre-centième, 1 035 francs par huit centième,
- en 1878 : 55 600 francs par vingtième, 2 780 francs par quatre-centième, 1 390 francs par huit centième[C 24].

De la Société des 30 %
MM. Bouchet et Lacretelle ont apporté à la Société Rainbeaux, les découvertes faites dans leurs sondages, et les droits qui en découlent pour l'obtention d'une concession. Cet apport leur est payé par un prélèvement de 30 % sur les bénéfices à réaliser sur l'exploitation, déduction faite de l'intérêt de 5 % des dépenses de premier établissement, entièrement à la charge de la Société Rainbeaux.
La Société des 30 %, fondée par eux, n'a eu à débourser aucun capital. Les bénéfices qui lui reviennent peuvent donc être entièrement répartis entre les 200 parts de la dite Société, sauf quelques légers frais d'administration. Les dividendes distribués ont été successivement :
- en 1860, 250 francs par deux-centième, 125 francs par quatre-centième,
- en 1861, 300 francs par deux-centième, 150 francs par quatre-centième,
- en 1862, 300 francs par deux-centième, 150 francs par quatre-centième,
- en 1863, pas de dividende,
- en 1864, 50 francs par deux-centième, 25 francs par quatre-centième,
- en 1865, pas de dividende,
- en 1866, 650 francs par deux-centième, 325 francs par quatre-centième,
- en 1861, 830 francs par deux-centième, 415 francs par quatre-centième,
- en 1868, 830 francs par deux-centième, 415 francs par quatre-centième,
- en 1869, 560 francs par deux-centième, 280 francs par quatre-centième,
- en 1870, 410 francs par deux-centième, 205 francs par quatre-centième,
- en 1871, 730 francs par deux-centième, 365 francs par quatre-centième,
- en 1872, 1 450 francs par deux-centième, 725 francs par quatre-centième,
- en 1873, 3 500 francs par deux-centième, 1 750 francs par quatre-centième,
- en 1874, 2 300 francs par deux-centième, 1 150 francs par quatre-centième,
- en 1875, 1 920 francs par deux-centième, 960 francs par quatre-centième,
- en 1876, 1 500 francs par deux-centième, 750 francs par quatre-centième,
- en 1877, 1 000 francs par deux-centième, 500 francs par quatre-centième,
- en 1878, 1 550 francs par deux-centième, 775 francs par quatre-centième.

#### Chemins de fer
La fosse de Marles étant entrée en exploitation en 1858, la Compagnie demande l'autorisation de la relier par un embranchement à la ligne du chemin de fer des houillères du Pas-de-Calais, alors en construction. Un décret du 28 avril 1860, autorise l'exécution de cet embranchement qui aboutit à la gare de Chocques. Il est construit par la Compagnie du Nord, moyennant le prix de 264 170 francs payables en dix annuités de 53 420,45 francs dont la dernière a été acquittée en 1870.
Ce prix ne comprend pas bien entendu, la valeur des terrains. En effet, avec les adjonctions faites depuis par la Compagnie de Marles, cet embranchement figure à son bilan du 31 décembre 1878, pour 884 529,59 francs. Par un deuxième décret du 25 juin 1864, est autorisé l'embranchement reliant la fosse no 3 au premier chemin de fer. Il est également exécuté par la Compagnie du Nord, moyennant le paiement de 166 926,85 francs en dix annuités de 21 617,03 francs et il figure avec ses adjonctions au dernier inventaire de la Compagnie de Marles pour 299 263,24 francs.
La fosse du Bois-Rimbert est reliée en 1869 aux embranchements précédents par une voie ferrée dont l'exécution est effectuée par la Compagnie du Nord, moyennant la somme de 264 170 francs payables en dix annuités de 34 211,22 francs. Cette voie, avec ses adjonctions, est reprise au bilan de fin 1878 pour 494 864,61 francs. L'ouverture en 1875, du chemin de fer de Béthune à Abbeville, amène la Compagnie de Marles à y relier ses embranchements et à faire une dépense de 87 432,29 francs.
En 1875, intervient entre la Compagnie de Marles et la Compagnie des chemins de fer du Nord, un quatrième traité pour l'exécution du raccordement de la fosse no 5, dont la dépense, non compris l'acquisition des terrains, est de 170 000 francs. Cette somme est remboursable en cinq annuités de 34 000 francs chacune. Ce raccordement figure au dernier bilan pour 286 728,21 francs, soit un ensemble de 2 052 817,94 francs montant des dépenses d'établissement de 14,5 kilomètres de chemins de fer, non compris le prix d'acquisition des terrains.
Il faut ajouter à cette somme 84 675,25 francs pour la valeur du matériel, 83 325,22 francs pour les locomotives, et 10 846,05 francs pour la remise des wagons, soit un cumul de 178 846,52 francs. Le total des dépenses en chemin de fer s'élève à 2 231 664,46 francs.

#### Rivage
Jusque 1880, la Compagnie de Marles n'a expédié que de faibles quantités de houille par la voie des canaux : 11 114 tonnes soit 4,1 % de son extraction en 1876, 17 506 tonnes (5,8 %) en 1877 et 35 623 tonnes (7,6 %) en 1878.
Elle était et est encore dans de mauvaises conditions pour ces expéditions. Ses charbons arrivent en wagons à la gare de Béthune, et de là sont transportés par tombereaux au canal. Elle se propose d'établir une gare d'eau dans une partie de l'emplacement de la station Béthune-Rivage ; l'étude qu'elle fait faire de cette création comporte une dépense importante qui est évaluée à 375 000 francs.

#### Prix de revient
Les prix de revient varient suivant le plus ou moins d'activité donné aux travaux préparatoires. À Marles, ils sont compris entre les chiffres de dix et de quatorze francs la tonne.
Mais, par suite du mode de comptabilité suivi dans cette houillère, on porte dans les dépenses d'exploitation certains frais qui sont généralement portés dans les autres houillères en déduction du prix de vente. Il en résulte que les prix de revient de Marles doivent être diminués de ces frais qui représentent près d'un franc par tonne. Les états de redevance dressés par l'administration des mines, donnent pour prix de revient direct de l'exploitation de Marles 10,62 francs la tonne en 1873 et 12,20 francs la tonne en 1874.

#### Prix de vente
L'exploitation de Marles fournit des charbons gazeux, très gailleteux, par suite très convenables pour les foyers domestiques. Aussi ces charbons sont très recherchés pour cet usage, et leur prix de vente a toujours été notablement plus élevé que celui des charbons de la plupart des autres houillères de la région.
De 1858 à fin 1864, le prix moyen de vente a été de 16,37 francs la tonne. Il monte même à 18,40 francs en 1866 et 18,65 francs en 1867, et reste compris entre 15,60 et 16,50 francs de 1868 à 1872. À la fin de cette dernière année, les charbons sont très demandés, les prix augmentent successivement. Ainsi, au 24 juin, le prix de Marles est de 1,60 francs l'hectolitre. Ce prix est porté à 1,70 francs l'hectolitre le 2 septembre, 1,80 francs le 9, 1,90 francs le 16, deux francs le 21 et 2,20 francs le 15 novembre.
Aussi, les prix moyens de l'année 1873 s'élèvent à 22,95 francs la tonne. Ils sont encore de 22,15 francs la tonne en 1874, 20,84 francs en 1875, 18,26 francs en 1876, puis ils descendent à 15,07 francs la tonne en 1877 et 14,61 francs en 1878. En 1879, le prix de vente est notablement inférieur à celui de 1878, par suite d'abord de la baisse générale, et ensuite à cause du marché que la Compagnie a passé avec la Compagnie du gaz de Paris, à onze francs la tonne, pour 175 000 tonnes à livrer pendant cinq ans. Les prix moyens ci-dessus ne comprennent pas les bonifications, primes, escomptes, remises aux acheteurs et aux représentants, frais de chargement, etc ; aussi sont-ils trop élevés, et ils doivent être diminués d'un quantum assez important, environ un franc par tonne. C'est le résultat du mode de comptabilité suivi à Marles, où l'on porte ces frais à la charge de l'exploitation, tandis que la plupart des houillères les portent en déduction du prix de vente. En 1878, les bonifications faites aux acheteurs, soit sous forme d'escomptes, de primes et de remises, atteignent 208 902,82 francs, ou 62 centimes par tonne.

#### Renseignements sur la vente
Pendant les trois dernières années, les ventes de Marles se sont réparties de la manière suivante : en 1876, 14 869 tonnes ont été vendues à la campagne, contre 10 723 en 1877 et 8 692 en 1878, 166 546 tonnes ont été expédiées par chemin de fer, contre 236 312 en 1877 et 266 398 en 1878, et 11 114 tonnes ont été expédiées par bateaux, contre 17 506 en 1877 et 25 623 en 1878.
D'un autre côté, les rapports des ingénieurs des mines fournissent les indications suivantes pour l'année 1877. Les chiffres entre parenthèses sont de 1878.
L'extraction est de 301 156 tonnes (335 346 tonnes) dont 2 401 tonnes (3 132 tonnes) de gros, 265 112 tonnes (300 236 tonnes) de tout-venant et 33 643 tonnes (31 978 tonnes) d'escaillage. La production immobilisée est de 32 778 tonnes (32 483 tonnes) dont 22 963 tonnes (22 915 tonnes) consommées par les machines de la mine, et 9 815 tonnes (9 568 tonnes) dans les autres foyers.
La vente s'élève à 268 321 tonnes (300 430 tonnes) dont 86 341 tonnes (44 732 tonnes) dans le Pas-de-Calais, 122 980 tonnes (133 648 tonnes) dans le Nord et 59 000 tonnes (127 050 tonnes) dans les autres départements. Les ventes sont de 268 321 tonnes (305 430 tonnes) dont 14 289 tonnes (13 408 tonnes) sont expédiées par voitures, 17 520 tonnes (25 623 tonnes) par bateaux, et 236 512 tonnes (266 399 tonnes) par wagons.

#### Ouvriers et salaires
On ne possède, sur le nombre d'ouvriers employés par les Mines de Marles, que les renseignements fournis par les rapports des ingénieurs des mines. renseignements consignés dans le tableau ci-contre. Voici aussi quelques indications sur les conditions du travail dans les exploitations de Marles, d'après les rapports du conseil d'administration aux assemblées générales.

#### Maisons
Dès la fin de 1868, la Compagnie de Marles, possède 267 maisons d'ouvriers. Ce nombre est porté à la fin de 1869, à 327. Elles ont coûté 787 875,88 francs, soit 2 400 francs chaque, non compris la valeur du terrain. Elles sont louées soixante francs par an, et n'ont rapporté pendant cette année, les frais d'entretien déduits, que 7 259,40 francs ou moins de 1 % du capital immobilisé en construction seulement. En 1876, d'après la notice distribuée aux membres du Congrès de l'Industrie minérale, la Compagnie de Marles possède 515 maisons habitées par 875 ouvriers.
Chaque maison loge donc 1,7 ouvrier, Le nombre total d'ouvriers occupés par la Compagnie est de 1 710, à savoir 1 280 au fond et 430 au jour. Plus de la moitié de ce personnel est logé dans les maisons construites par la Compagnie. Le bilan au 31 décembre 1878 donne 2 392 813,07 francs pour montant des dépenses faites à Marles, en construction de logements d'ouvriers, d'employés et d'écoles, soit 2 095 991,28 francs en maisons d'ouvriers, 214 568,54 francs en maisons d'employés, et 82 253,25 francs en écoles.
Les indications ci-dessus montrent les sacrifices que s'imposent les houillères du Nord pour le recrutement de leur personnel, et pour lui assurer le logement à bon marché et l'instruction de ses enfants.

#### Institution en faveur des ouvriers
Une caisse de secours fonctionne à Marles, Elle est alimentée par une retenue obligatoire de 3 % sur les salaires des ouvriers, une cotisation de la Compagnie de 1 % sur les mêmes salaires, le produit des amendes, l'intérêt des fonds disponibles. Ses charges sont le payement de secours ordinaires, le payement des pensions, le traitement du médecin et l'achat des médicaments, le service de l'instruction des enfants des ouvriers, le payement de secours extraordinaires accordés par le conseil.
L'actif de cette caisse au 31 décembre 1869 est de 16 192,94 francs. Il est au 31 décembre 1878 de 48 858,52 francs. Elle est administrée par un conseil composé des principaux employés, du médecin, de porions et d'ouvriers. La Compagnie a construit trois écoles qui ont coûté 82 253,25 francs. Elles sont fréquentées déjà en 1869 par 550 enfants, en 1880 ce nombre est beaucoup augmenté.
La Compagnie de Marles a dépensé pour l'agrandissement d'une église et la construction d'un presbytère, 15 805,61 francs. Elle accorde gratuitement à ses employés et ouvriers, le charbon nécessaire à leur chauffage. En 1878, elle a distribué ainsi 9 568 tonnes de houille, dont une grande partie il est vrai, de houille menue.

### Après 1880

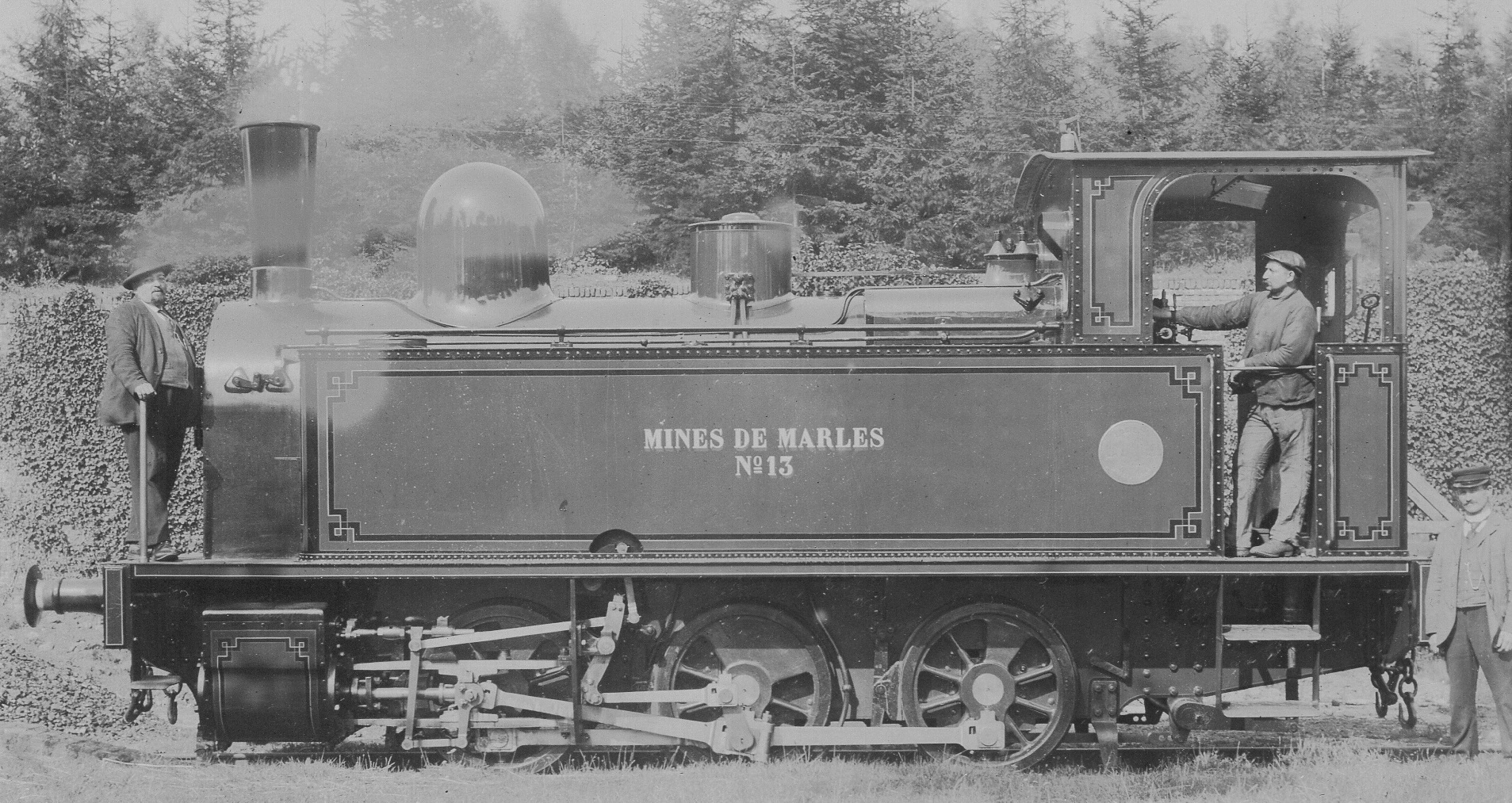
Locomotive N°13 - 1905 - Photographie Ingénieur Le Cornec

En 1875 débute le fonçage du puits no 3 bis, puis, en 1889, le puits no 4 bis.

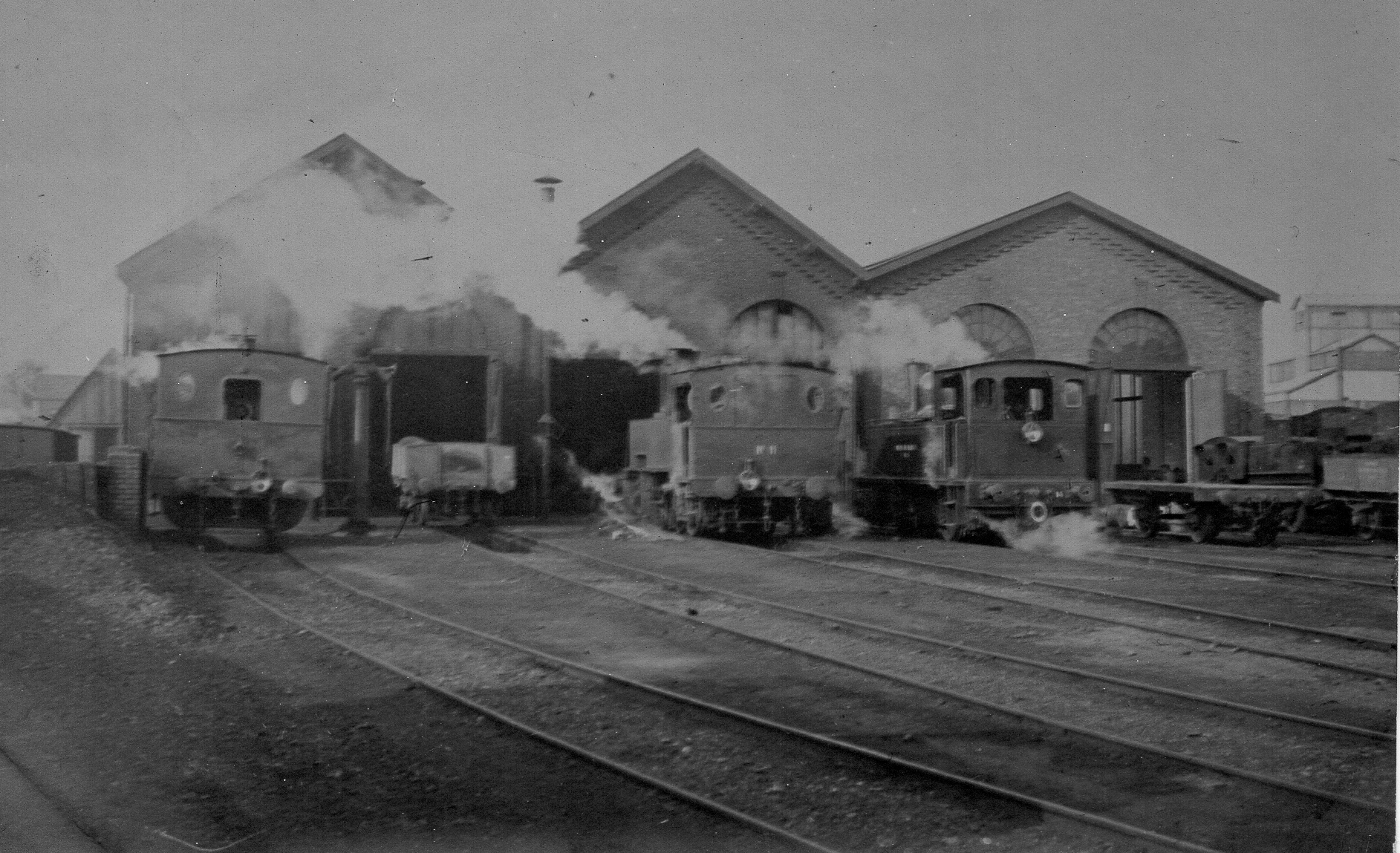
Remise des locomotives - 1905 - Photographie Ingénieur Le Cornec

En 1890, 3 300 hommes, 390 enfants et 45 femmes permettent à la Compagnie de produite 600 000 tonnes. L'ingénieur en chef est M. Wuillot, puis M. Bailly. En 1897, la Compagnie atteint un million de tonnes de charbon, grâce à 3 450 hommes, 750 enfants et 23 femmes. En 1907, la Compagnie débute le fonçage du puits no 7 pour l'aérage des fosses nos  3 et 4, et reprend le déblaiement du puits no 2.
Durant la Première Guerre mondiale, la Compagnie des mines de Marles est l'une des seules à ne pas être envahie par l'ennemi. La production augmente donc fortement : 1 252 000 tonnes en 1914, 1 549 000 tonnes en 1915, 1 915 000 tonnes en 1916, 2 882 000 tonnes en 1917 et 2 308 000 tonnes en 1918. Le puits no 2 bis, débuté en 1910, n'est productif qu'à partir de 1917.

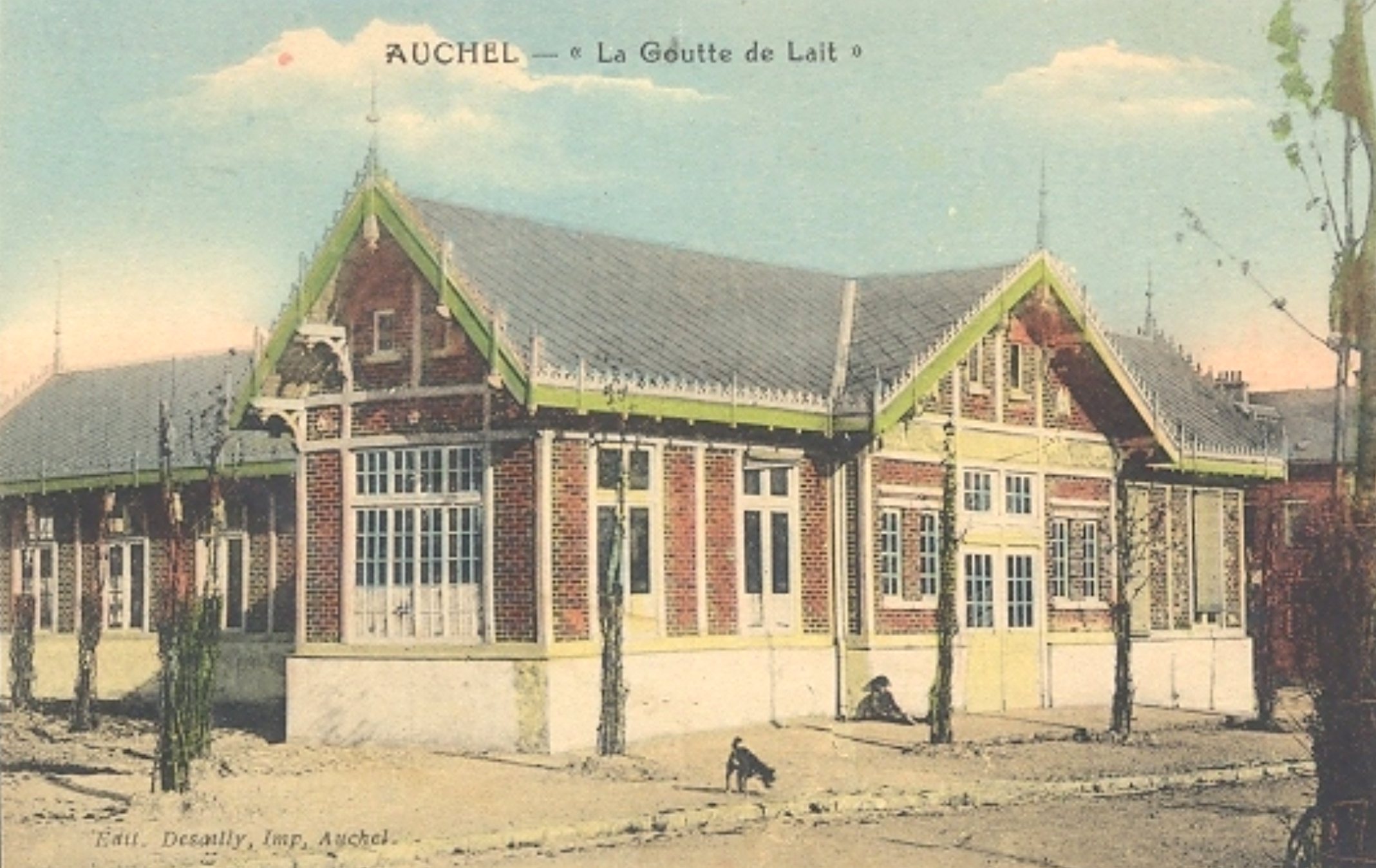
Photochrome de la goutte de lait, à Auchel.

En 1920, la Compagnie possède un lavoir à Vis-à-Marles, 62 kilomètres de voies ferrées, une caisse de secours, 2 623 maisons, huit écoles primaires pour 2 500 élèves, quatre écoles maternelles, une goutte de lait et un hôpital. Elle emploie également 14 306 ouvriers, dont 11 162 au fond et 3 144 au jour. En 1925, elle rachète la Compagnie des mines de Ferfay-Cauchy.
En 1934, 2 460 000 tonnes de charbon et 199 000 tonnes de coke sont produits, quatre ans plus tard, 2 330 000 tonnes de charbon et 190 000 tonnes de coke sont produits. En 1939, la Compagnie emploie 13 560 hommes. Au fond, on dénombre vingt ingénieurs, 307 employés et 9 161 mineurs, au jour, on dénombre vingt-quatre ingénieurs, 521 employés et 3 527 ouvriers.

## Les fosses
Seize puits ont été creusés.

### Avaleresseno1
50° 30′ 14″ N, 2° 30′ 23″ E

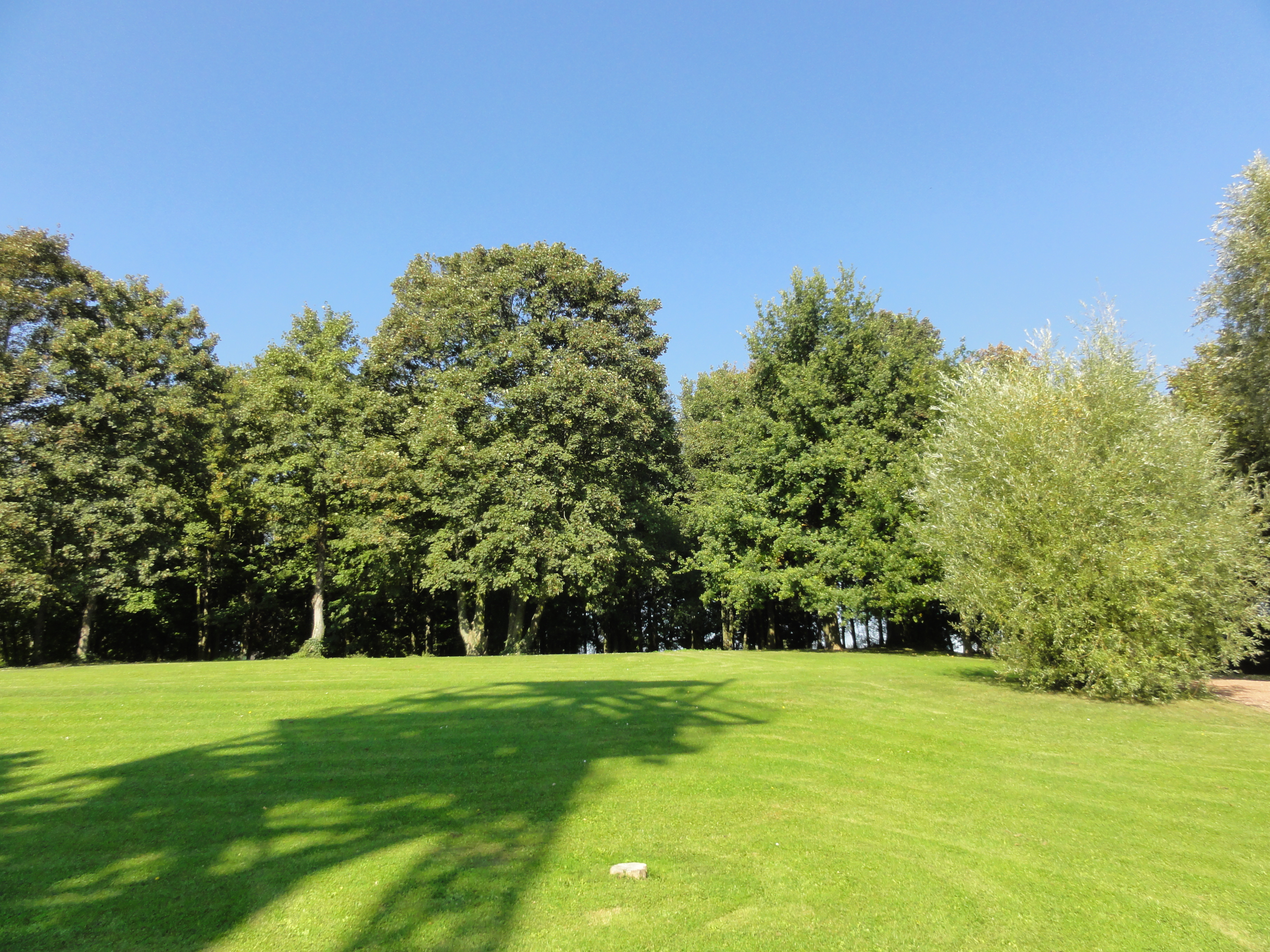
Le site de l'avaleresse no 1.

La Compagnie creuse son premier puits en 1853 au diamètre de 4,50 mètres sur le territoire de Marles-les-Mines. Arrivé à la profondeur de 55 mètres, l'eau désagrège le terrain, et le cuvelage s'effondre. L'emplacement précis n'est pas indiqué, mais il se situe à une cinquantaine de mètres au nord-ouest de la deuxième fosse.
Charbonnages de France ne semble pas avoir matérialisé la tête du puits no 1, il n'est donc pas surveillé par le BRGM.

### Fosseno2
50° 30′ 13″ N, 2° 30′ 24″ E

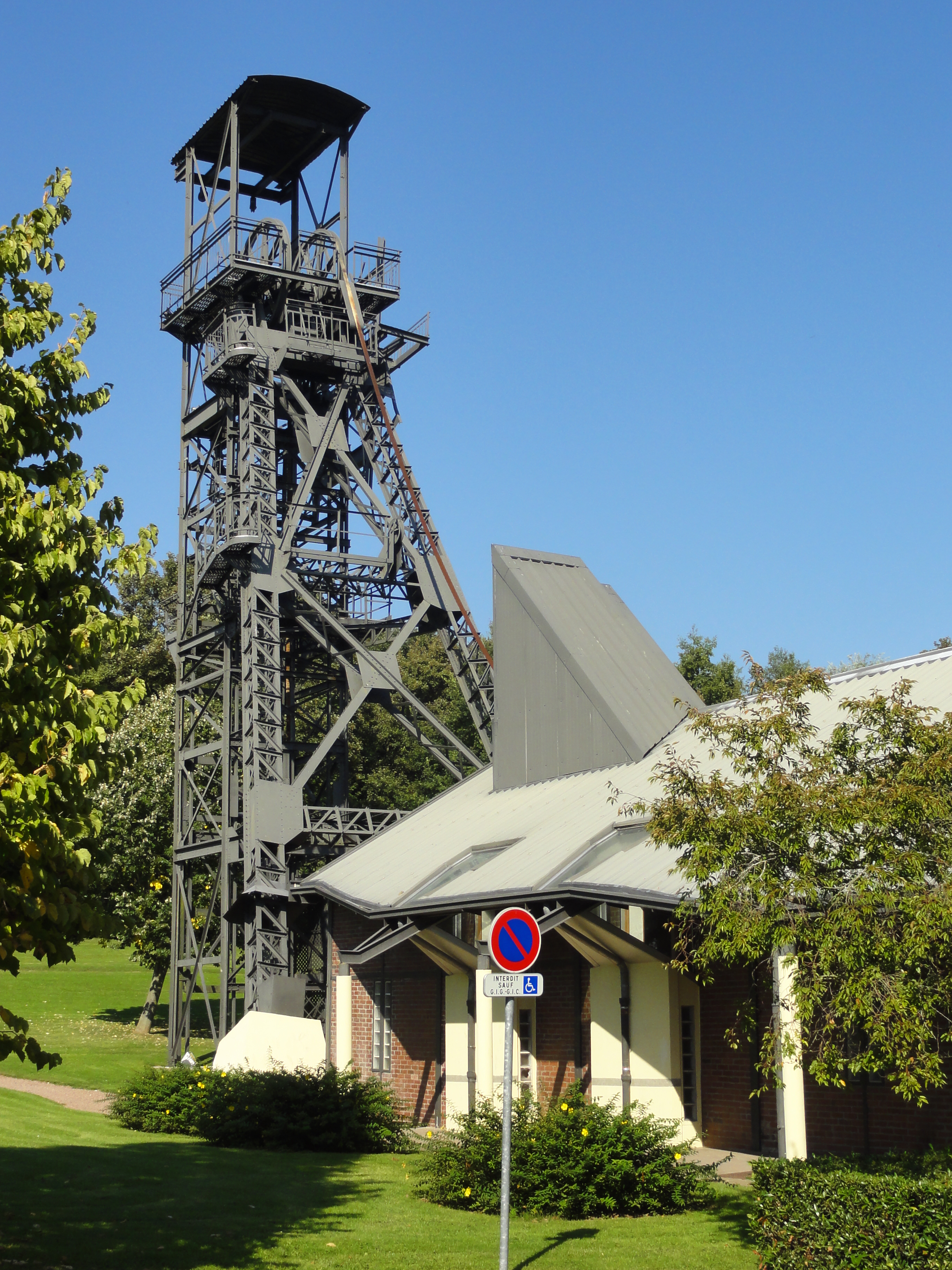
Le chevalement du puits no 2.

En 1854, une nouvelle fosse dite no 2 est effectuée à une cinquantaine de mètres de la première, à Marles-les-Mines. De grandes difficultés sont éprouvées lors du passage du niveau d'eau, mais le 15 octobre 1856, la base du cuvelage est établie dans le terrain houiller à la profondeur de 83 mètres. L'extraction débute en 1858. En 1865, 62 457 tonnes de charbon sont produites, mais les travaux rencontrent de très grandes quantités d'eau.
Sous la poussée des terrains gorgés d'eau, le cuvelage a fortement bougé le 28 avril 1866. Quelques jours plus tard, le 3 mai, un éboulement total se produit. Il n'y a aucune victime, mais toutes les installations de surface disparaissent dans un cratère d'une trentaine de mètres de profondeur. Émile Zola s'est rendu sur place pour décrire l'anéantissement de la fosse du Voreux dans son roman Germinal.
En 1907, alors que la Compagnie commence le fonçage du puits no 7, elle reprend le déblaiement du puits no 2 effondré 51 ans plus tôt, en suivant l'axe de l'ancien puits. Grâce aux progrès effectués depuis, le puits est terminé en 1908, mais l'extraction ne reprend qu'en 1917, la fosse ayant servi auparavant d'aérage pour la fosse no 2 bis - 2 ter alors en construction.
La tête du puits no 2 est matérialisée, ce qui permet sa surveillance par le BRGM.

### Fosseno2bis - 2 ter
Puits no 2 bis
50° 29′ 46″ N, 2° 30′ 22″ E
1910 - 1974
Puits no 2 ter
50° 29′ 44″ N, 2° 30′ 19″ E
 ? - 1974

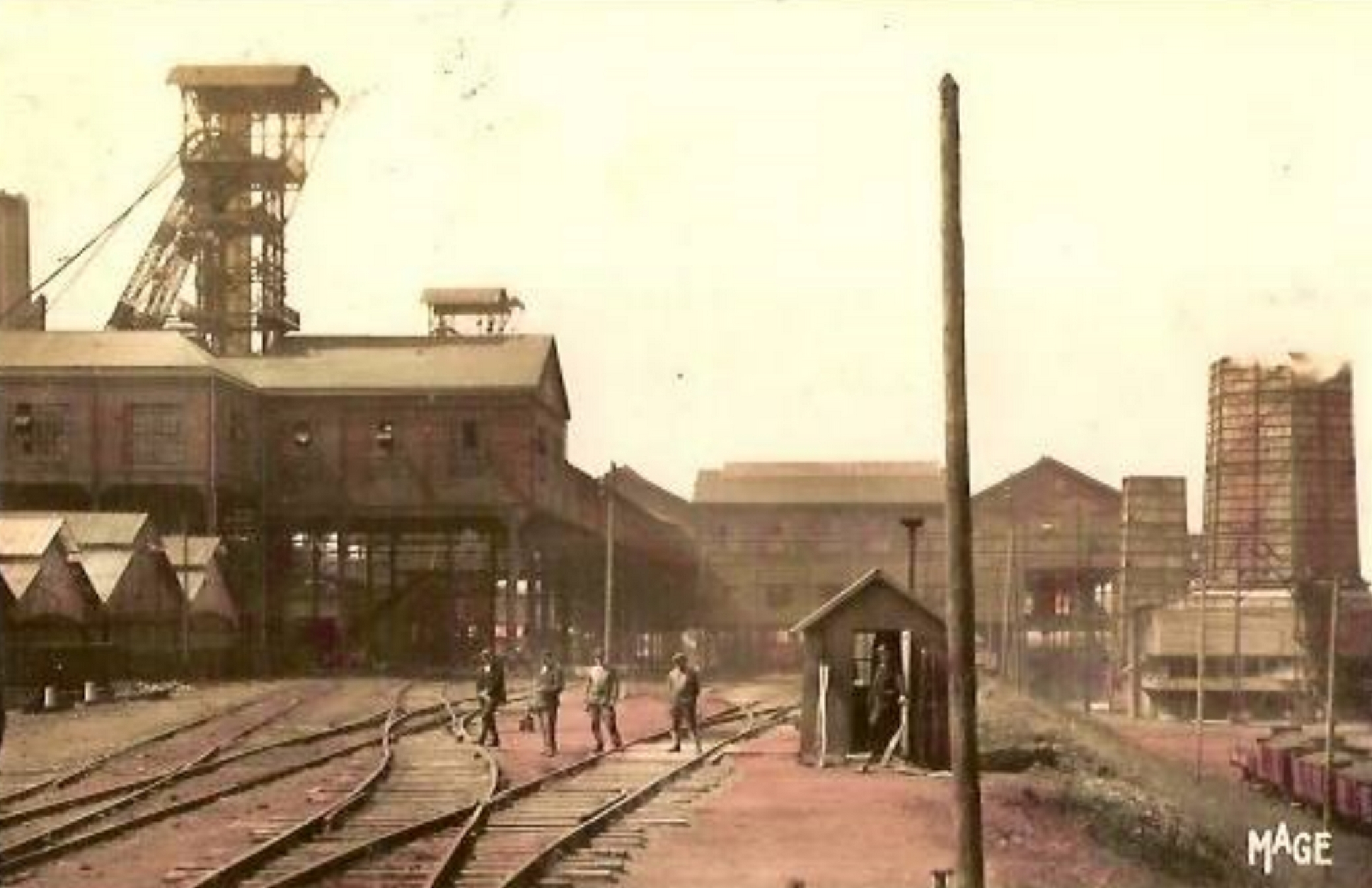
La fosse no 2 bis - 2 ter.

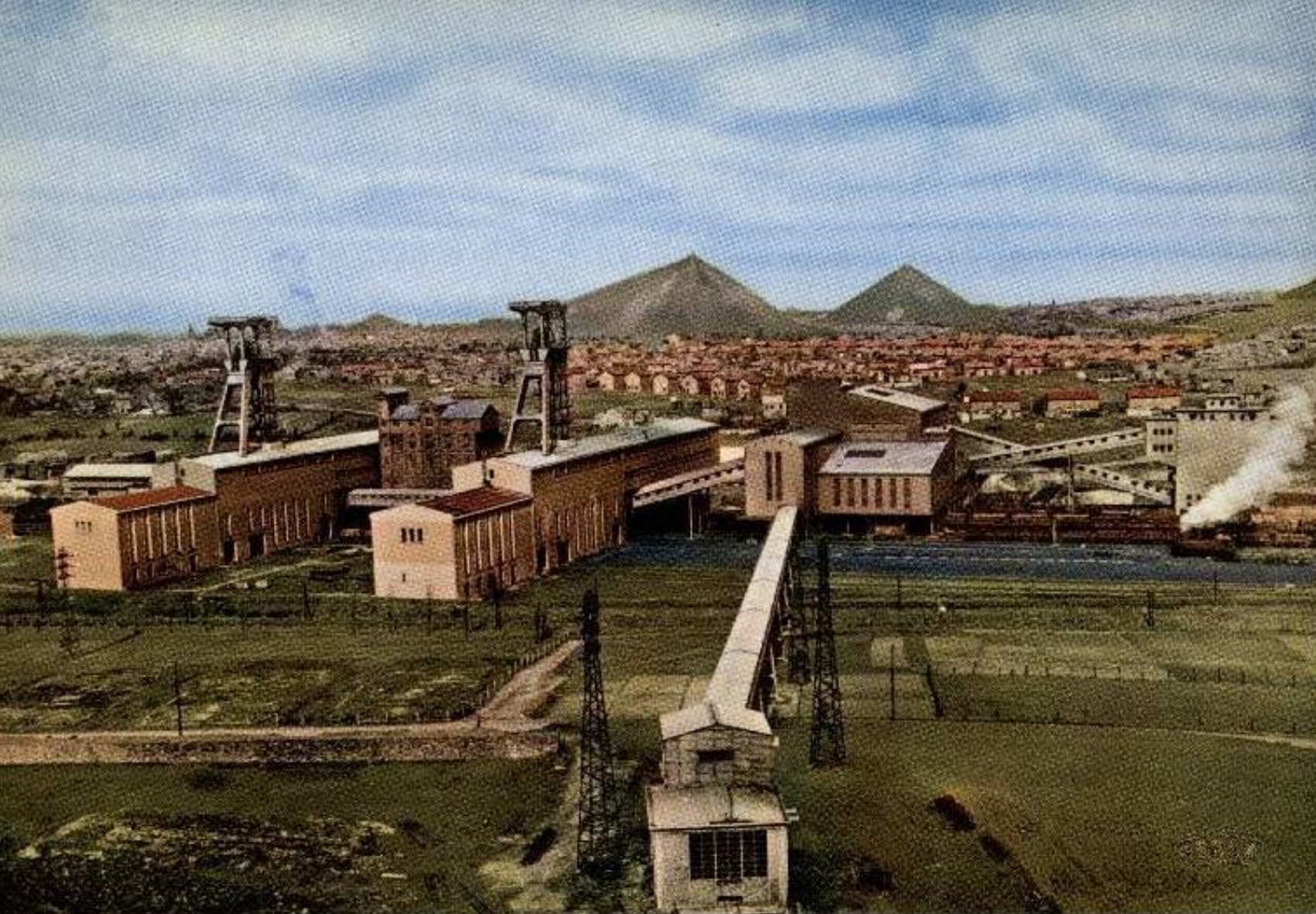
La fosse modernisée.

Le puits no 2 bis est mis en chantier à partir d'octobre 1910 à Marles-les-Mines, mais à cause de la Première Guerre mondiale, l'extraction ne débute qu'en juillet 1917. La date de début de fonçage pour le puits no 2 ter n'est pas connue.
Les têtes des puits nos 2 bis et 2 ter sont matérialisées, ce qui permet leur surveillance par le BRGM.

### Fosseno3- 3 bis - 3 ter
Puits no 3 Saint Firmin
50° 30′ 37″ N, 2° 28′ 46″ E
1863 - 1963
Puits no 3 bis Saint Abel
50° 30′ 38″ N, 2° 28′ 47″ E
1875 - 1966
Puits no 3 ter
50° 30′ 34″ N, 2° 28′ 46″ E
1922 - 1965

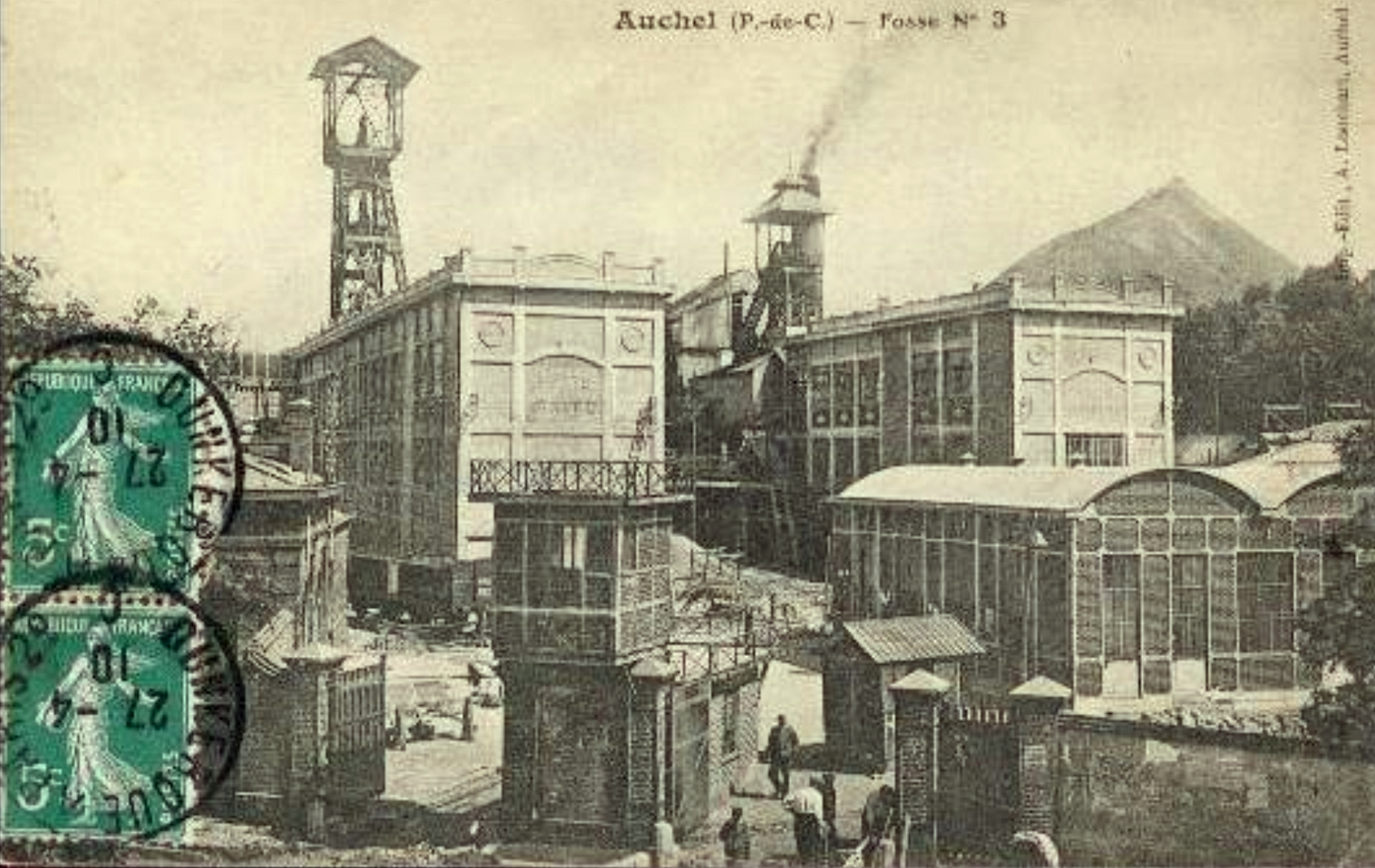
La fosse en 1910.

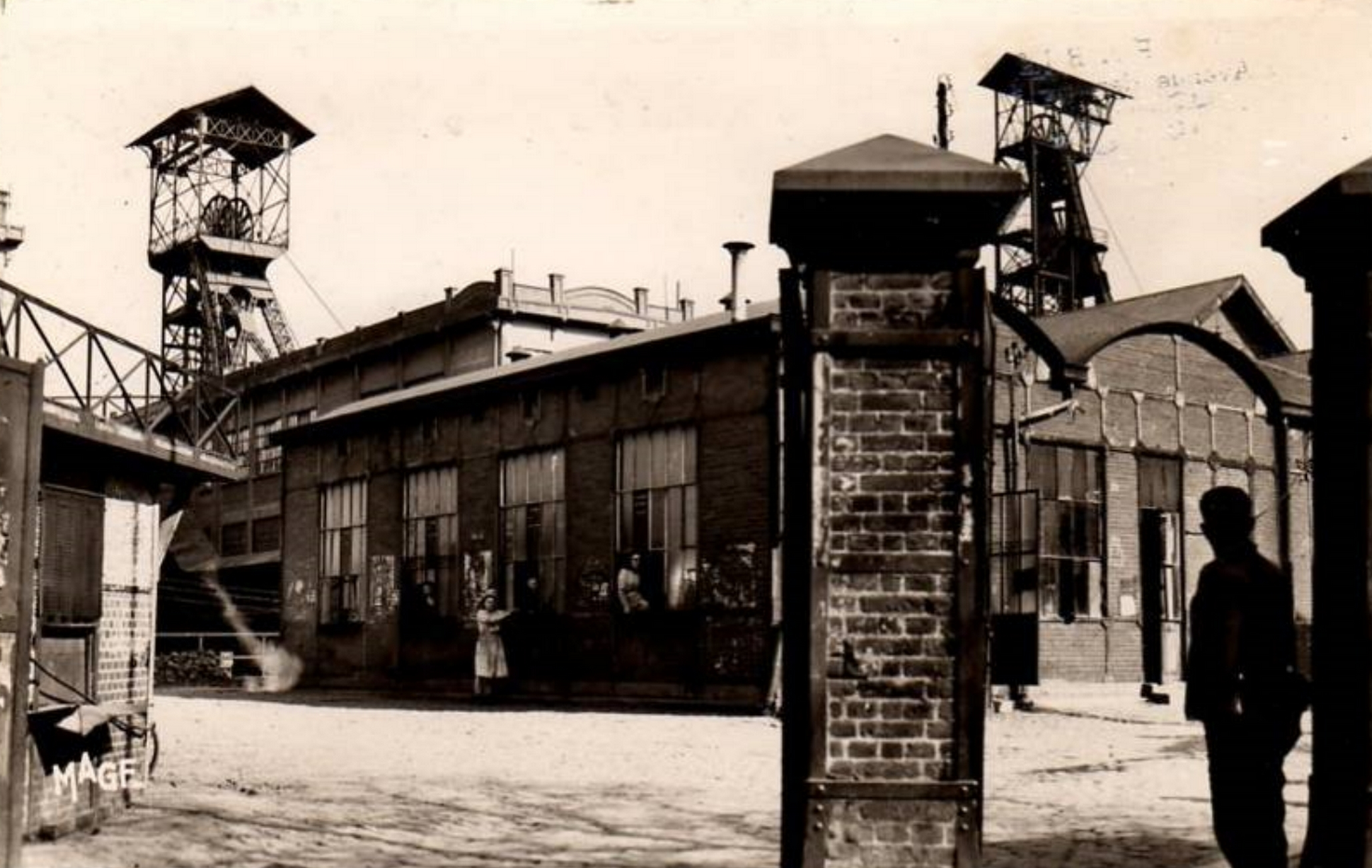
La fosse modernisée.

Les travaux de fonçage du puits no 3 dit Saint-Firmin ont commencé en 1863, à Auchel. Quand la catastrophe survient à la fosse no 2, le personnel de cette fosse est transféré dans ce nouveau siège, qui est fonctionnel en 1866. 84 469 tonnes sont produites cette année-là. Le puits no 3 bis dit Saint Abel y est adjoint en 1875. Un puits no 3 ter est ajouté en 1922.
Les têtes des puits nos 3, 3 bis et 3 ter sont matérialisées, ce qui permet leur surveillance par le BRGM.

### Fosseno4- 4 bis
Puits no 4 Saint Émile
50° 31′ 09″ N, 2° 27′ 35″ E
1867 - 1951
Puits no 4 bis
50° 31′ 10″ N, 2° 27′ 35″ E
1889 - 1952

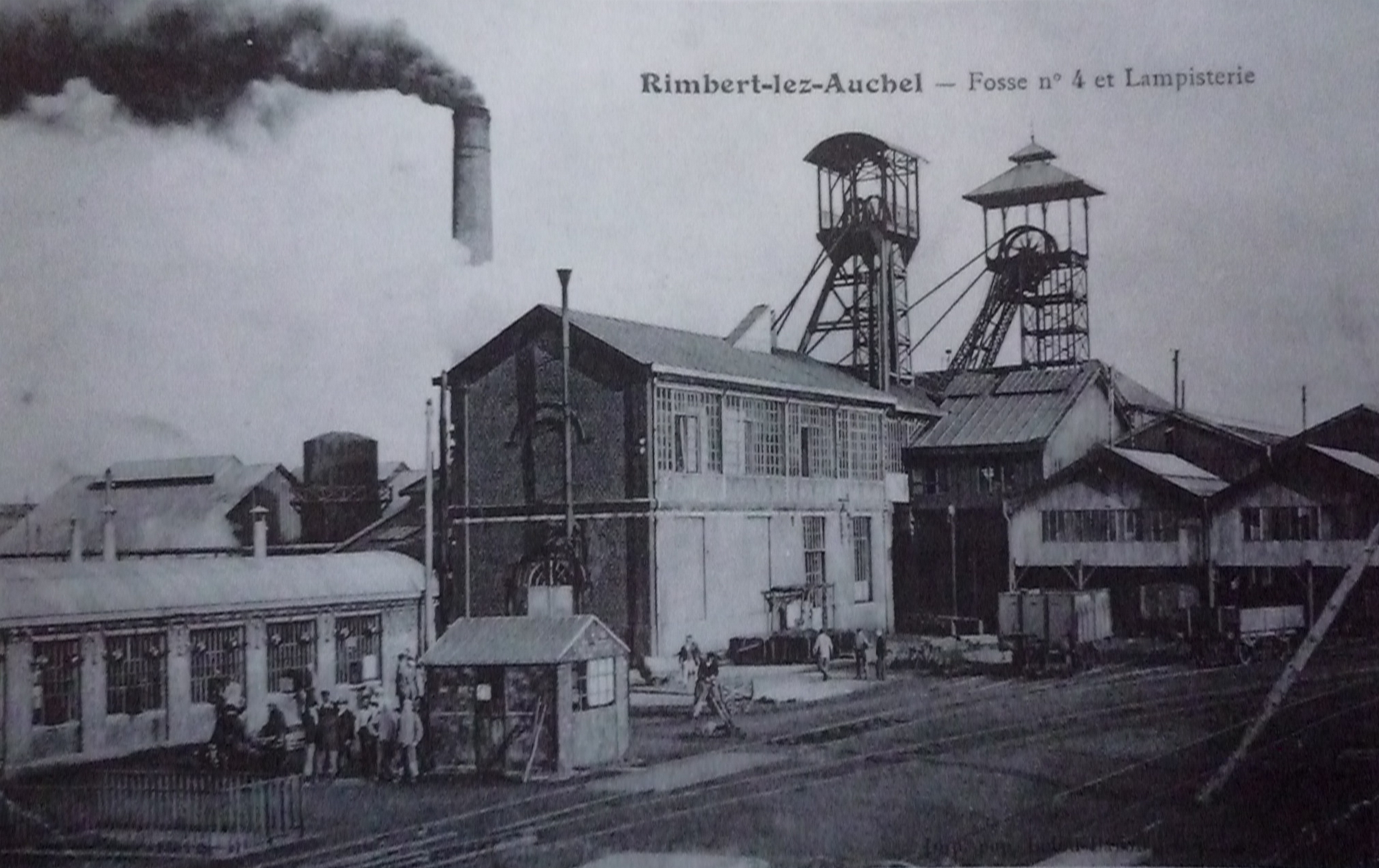
La fosse no 4 - 4 bis vers 1910.

Le fonçage du puits no 4 dit Saint-Émile débute en juin 1867, à Auchel. La production débute en 1870, le gisement exploité est le même qu'à la fosse no 3. Cette année-là, 136 000 tonnes de charbon sont produites. le puits no 4 bis est ajouté en 1889. Lors du rachat de la Compagnie des mines de Ferfay en 1925, le puits no 1 dit Montebello, sis sur le territoire d'Auchel, 550 mètres à l'ouest du puits no 4 (50° 31′ 05″ N, 2° 27′ 08″ E), devient le puits no 4 ter. Foncé en 1853, il est remblayé en 1951.
Les têtes des puits nos 4 et 4 bis sont matérialisées, ce qui permet leur surveillance par le BRGM.

### Fosseno5- 5 bis - 5 ter
Puits no 5 Saint-Augustin
50° 30′ 02″ N, 2° 28′ 38″ E
1872 - 1969
Puits no 5 bis
50° 30′ 01″ N, 2° 28′ 36″ E
1872 - 1967
Puits no 5 ter
50° 29′ 59″ N, 2° 28′ 25″ E
1917 - 1971

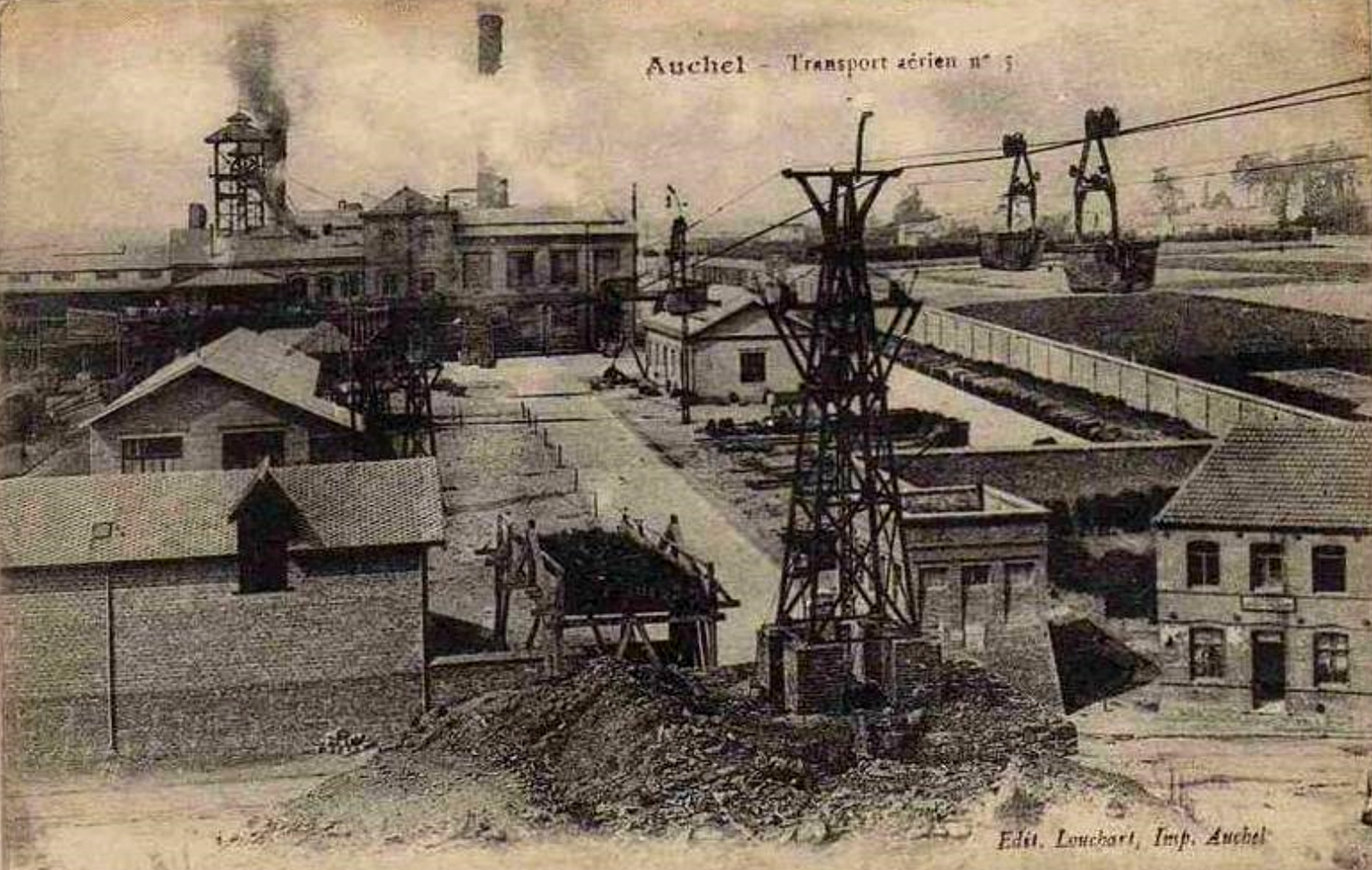
La fosse et son téléphérique.

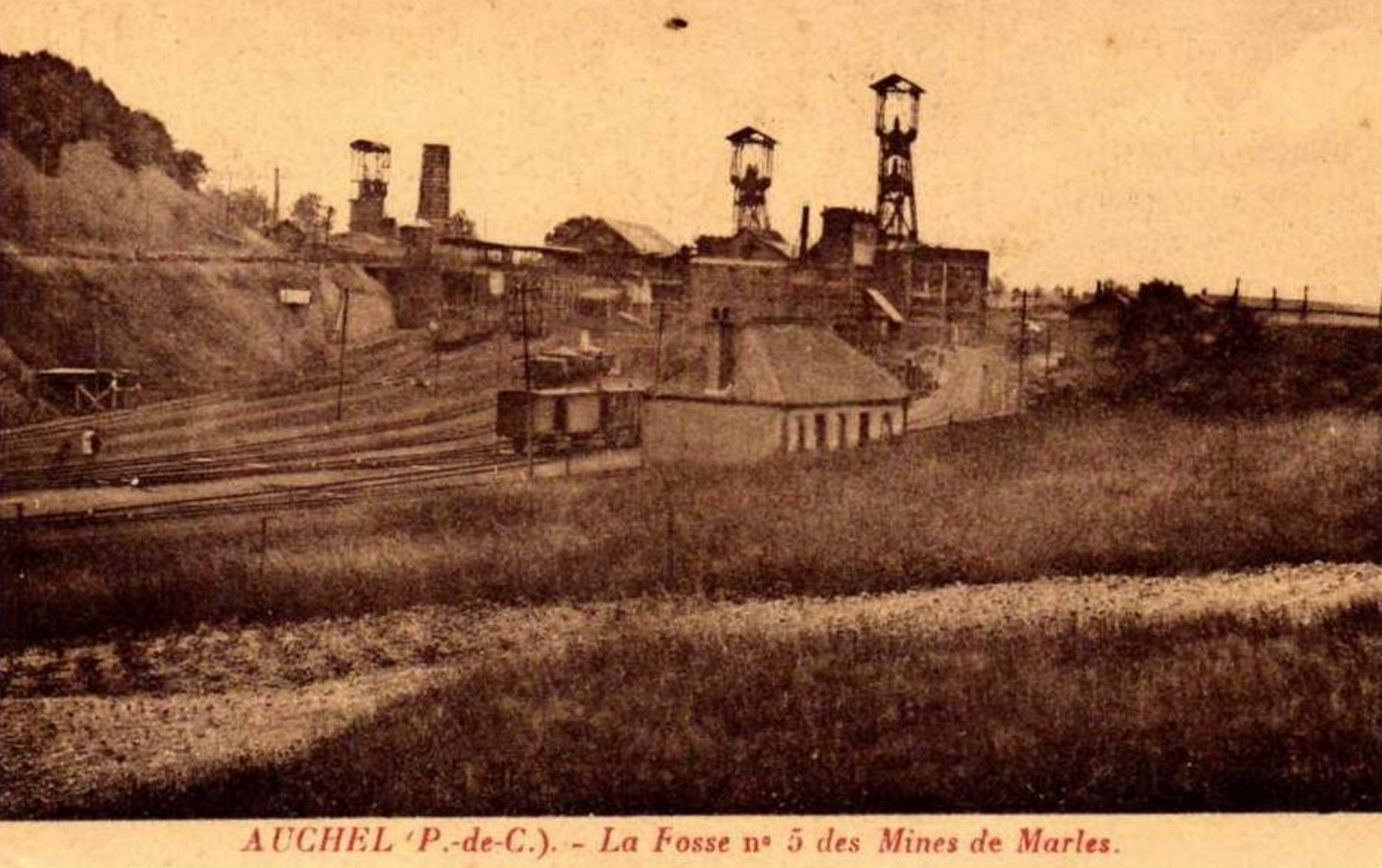
Le puits no 5 ter est un peu à l'écart des puits nos 5 et 5 bis.

Le fonçage des puits nos 5 et 5 bis dits Saint-Augustin débute en juin 1872, sur le territoire d'Auchel. Les mêmes terrains ébouleux qu'à la fosse no 2 ont été retrouvés, mais grâce à l'évolution de la technique, le fonçage est mené à bien, jusqu'à la profondeur de 305 mètres. La production débute en décembre 1876. Les puits seront ultérieurement ravalés jusque 670 et 660 mètres respectivement. Le puits no 5 ter est ajouté en mai 1917, il est situé au croisement des rues du Docteur Laennec et Roger Salengro. Le puits no 5 sert à l'extraction, le 5 bis à l'aérage, et le 5 ter au service.

### Fosseno6
50° 29′ 05″ N, 2° 29′ 42″ E
1902 - 1966

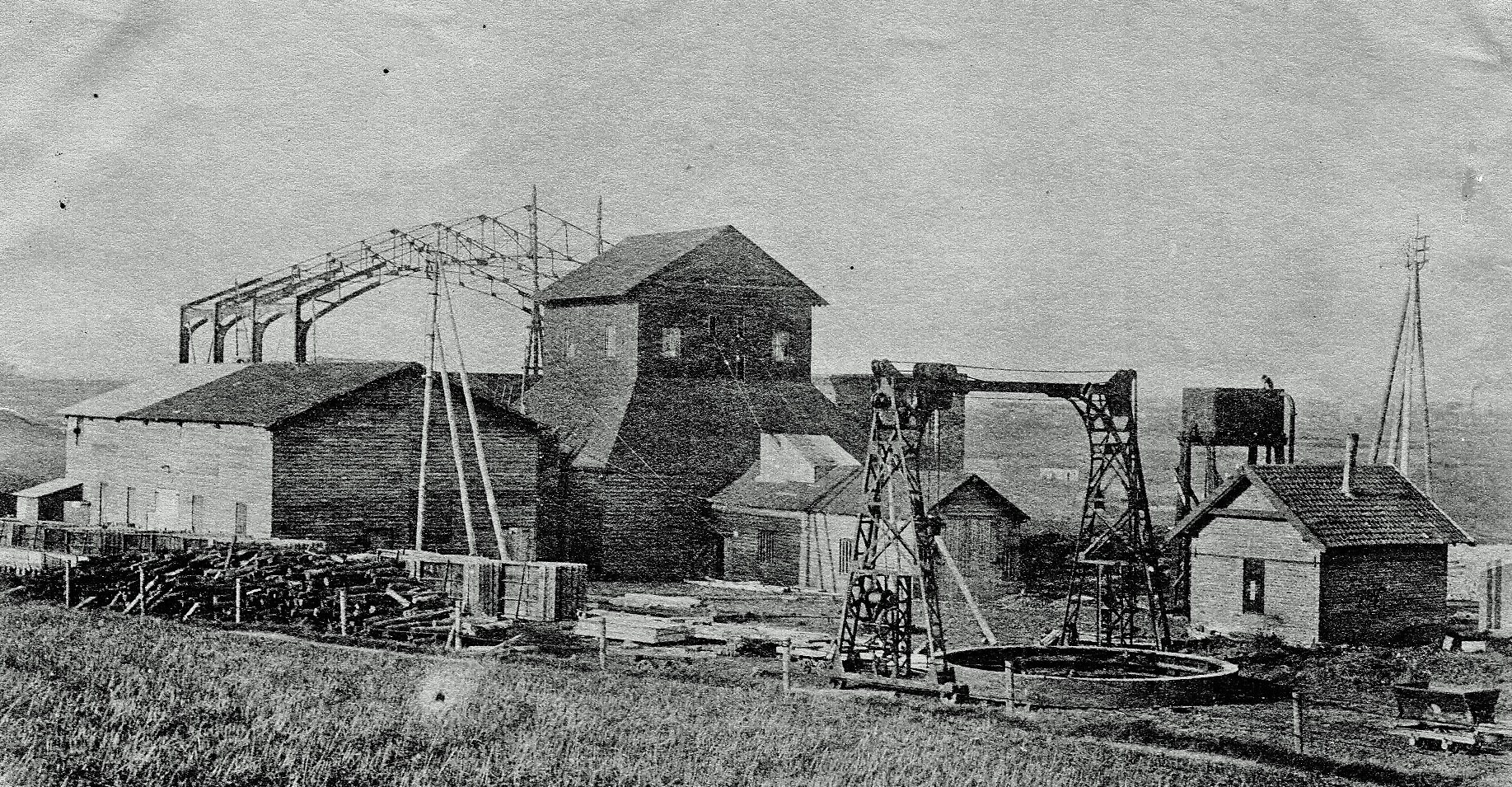
Construction des installations de la Fosse N°6 - 1903 - Photographie Ingénieur Le Cornec

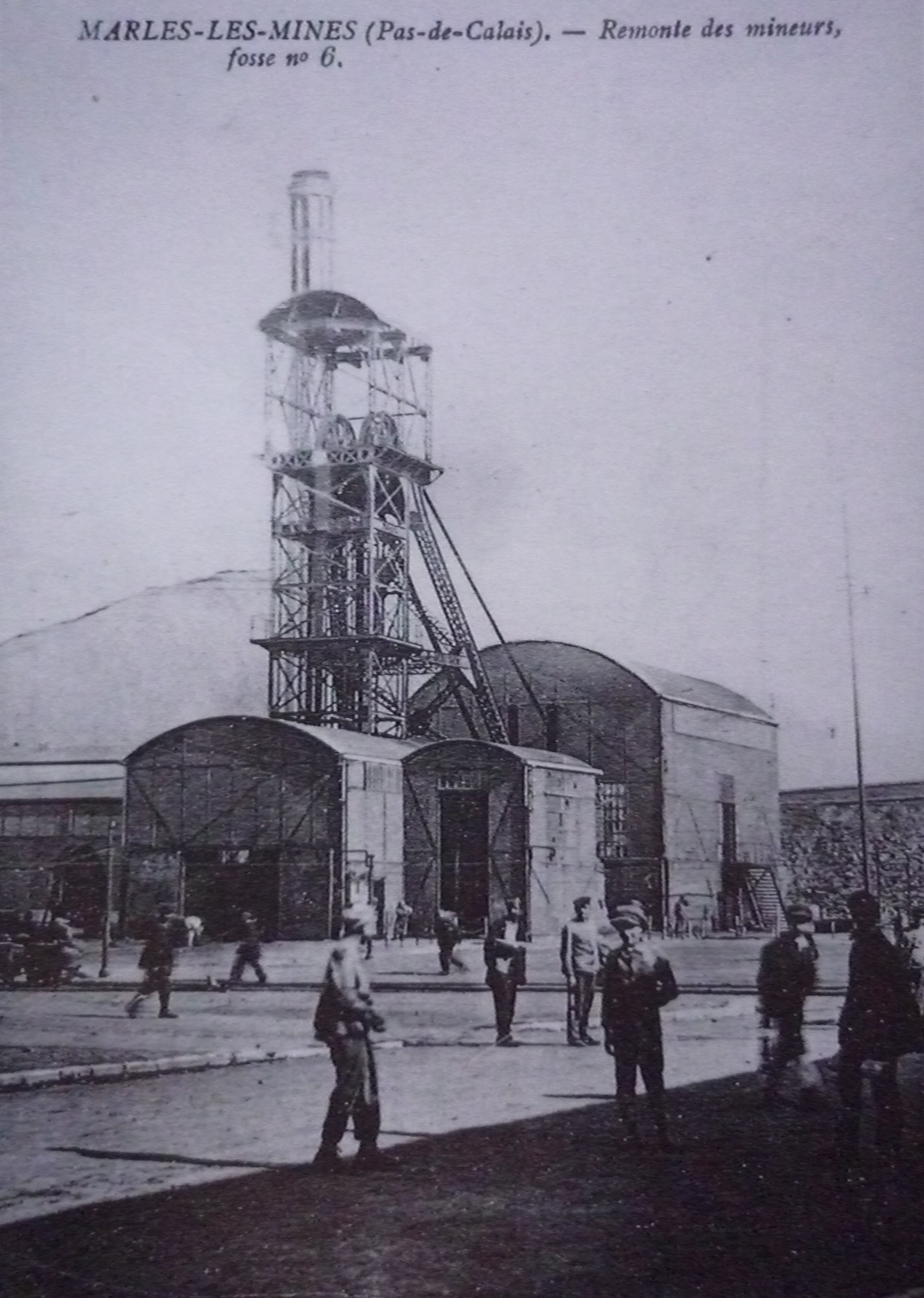
La fosse no 6.

Le puits no 6 commence à être foncé à Calonne-Ricouart en avril 1907 et est mis en service en septembre 1908. La fosse fonctionne en liaison avec la fosse no 5. Le procédé de congélation des terrains est employé pour le fonçage. Le puits est profond de 461 mètres.
La tête du puits no 6 est matérialisée, ce qui permet sa surveillance par le BRGM.

### Fosseno6bis - 6 ter
Puits no 6 bis
50° 29′ 20″ N, 2° 29′ 46″ E
1911 - 1966
Puits no 6 ter
50° 29′ 24″ N, 2° 29′ 46″ E
1920 - 1974

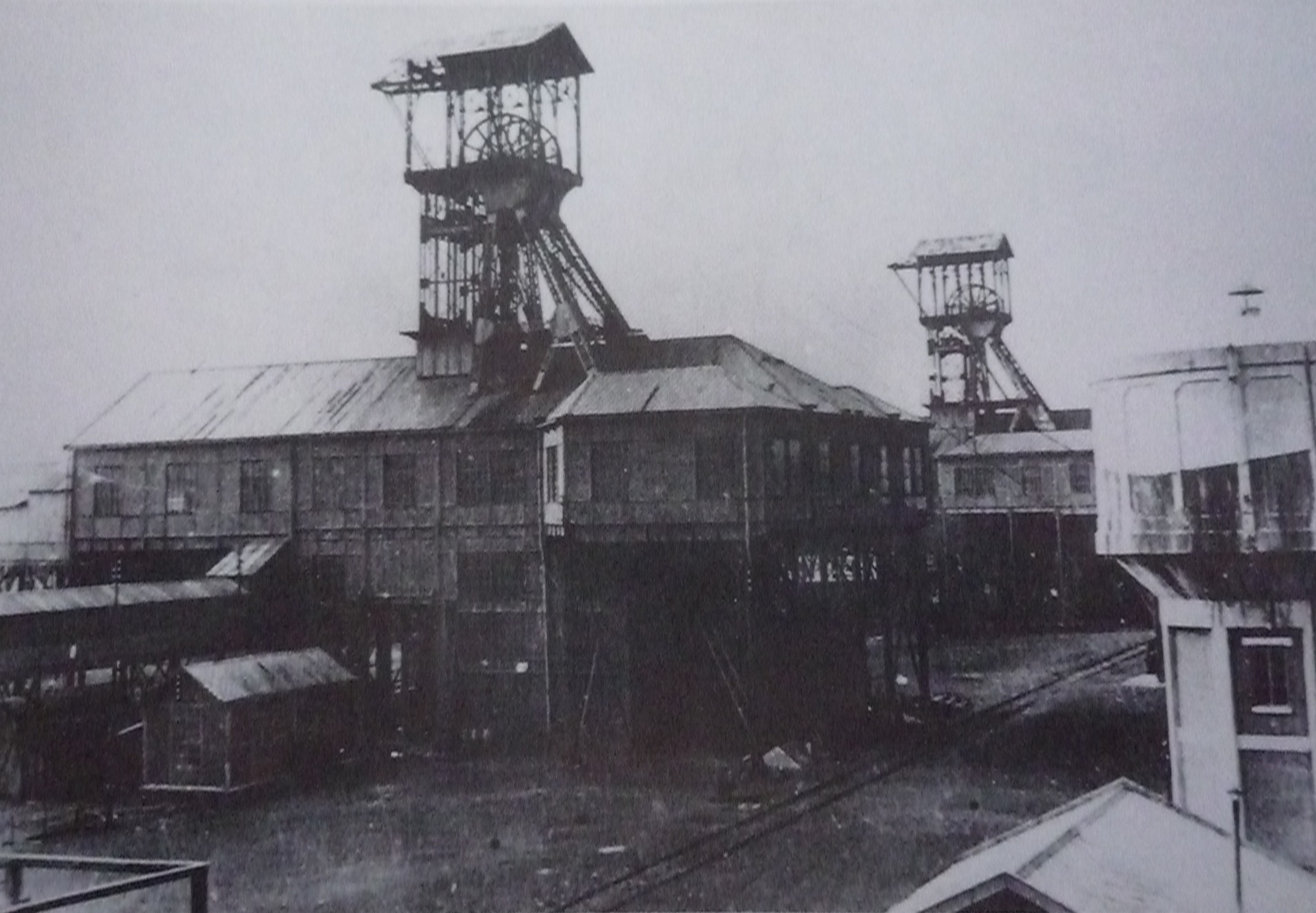
La fosse no 6 bis - 6 ter.

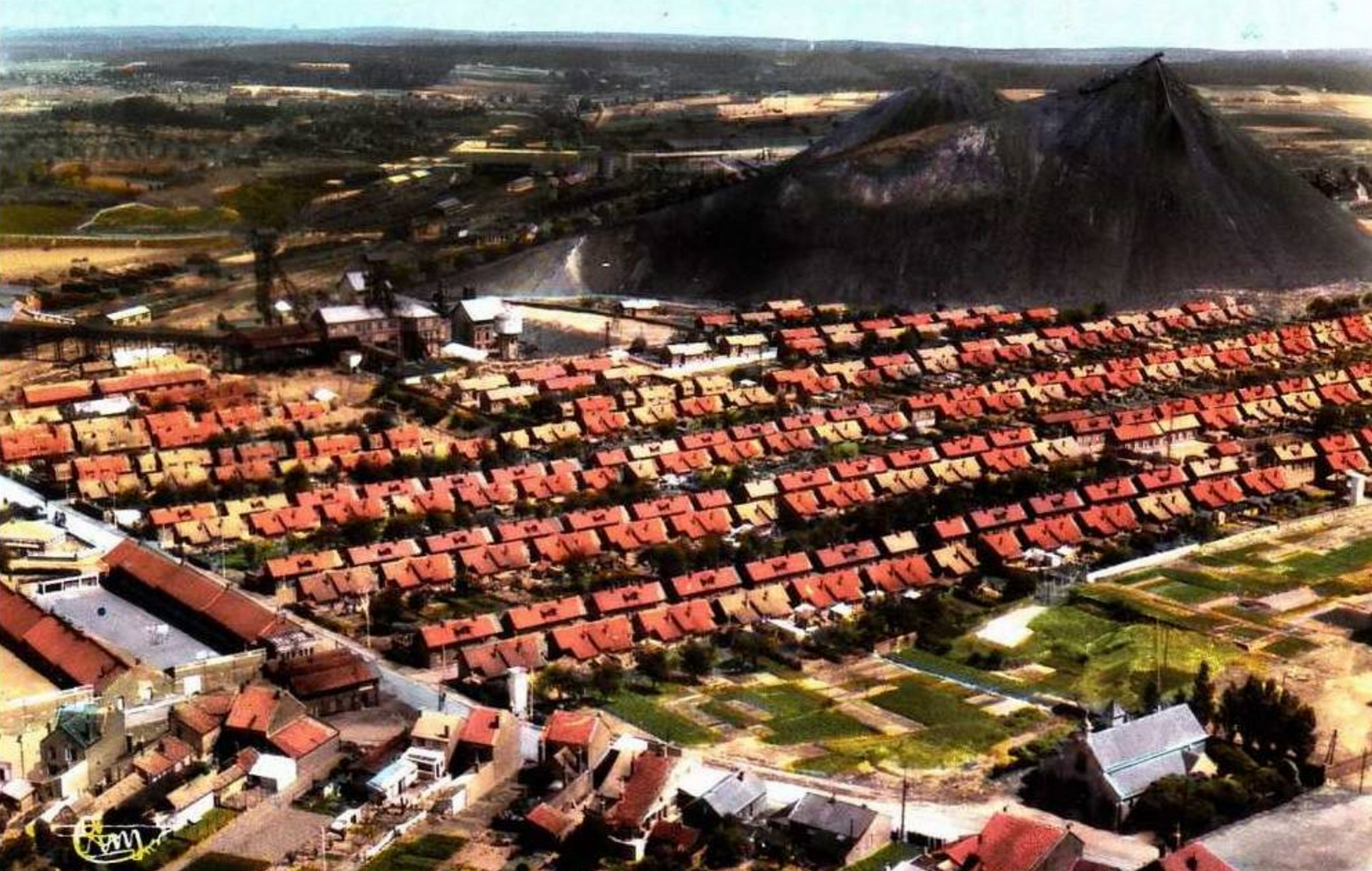
Vue d'ensemble des cités, et des puits nos 6 bis et 6 ter. Le puits no 6 n'est pas visible.

Le puits no 6 bis commence à être foncé sur un autre carreau 490 mètres au nord en 1908 et est mis en service en 1912. Le puits no 6 ter commence à être creusé en 1920 et est mis en service en 1924. Les puits sont respectivement profonds de 526 et 618 mètres.
Les têtes des puits nos 6 bis et 6 ter sont matérialisées, ce qui permet leur surveillance par le BRGM.

### Fosseno7
50° 30′ 25″ N, 2° 27′ 47″ E

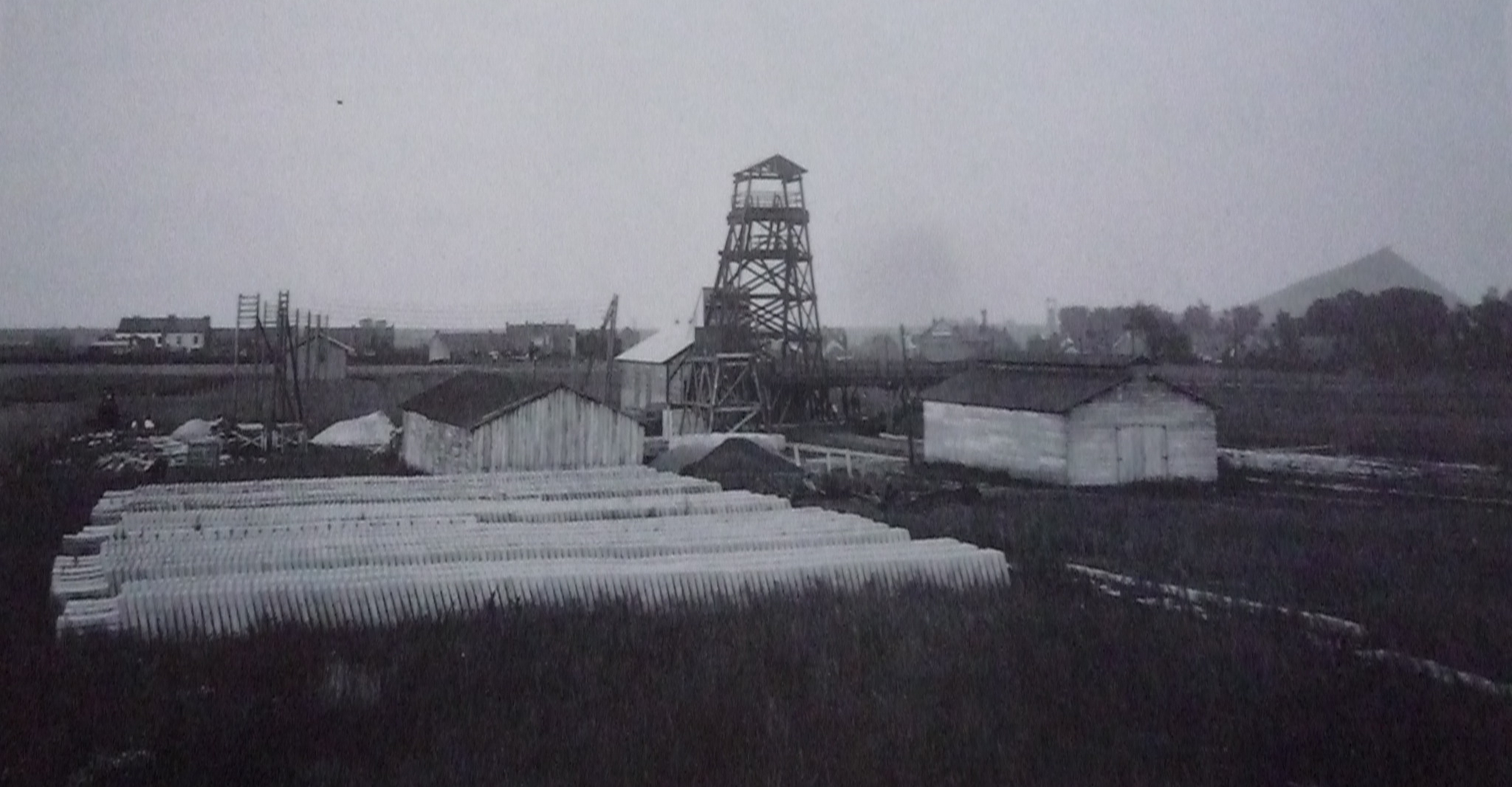
Le chevalement de fonçage de la fosse no 7 vers 1908.

Le fonçage du puits débute le 13 septembre 1907 et s'achève en 1912, à Auchel. Il a pour vocation de servir à l'aérage des fosses nos 3 et 4. Il est situé 1 225 mètres à l'ouest du puits no 3 et 1 400 mètres au sud du puits no 4.
Après le rachat de la Compagnie des mines de Ferfay-Cauchy en 1925, les puits nos 4 et 4 bis dits Coubronne sis à Cauchy-à-la-Tour, 1 400 mètres à l'ouest du puits no 7, deviennent respectivement les puits nos 7 bis et 7 ter. Cette fosse avait été ouverte en 1859 avec un seul puits par la Compagnie des mines de Cauchy-à-la-Tour, la Compagnie a été rachetée en 1868 par la Compagnie des mines de Ferfay. L'extraction cesse en 1876 (mais l'aérage continue), la Première Guerre mondiale permet la reprise de la production de la fosse, un puits no 4 bis est ouvert en 1917. Ces deux puits ferment en 1952.
La tête du puits no 7 est matérialisée, ce qui permet sa surveillance par le BRGM.